# 甲子園 (地名)
甲子園（こうしえん）は、兵庫県西宮市南東部の地域名。なお、「甲子園」を含む現行行政地名はJR神戸線の辺りから、国道2号・阪神電気鉄道本線をまたがって海岸に至る広範囲に分布している。

## 概要
野球場・阪神甲子園球場の所在で著名である。単に「甲子園」というと同球場を指すことが比較的多い。このほか、武庫川女子大学の学舎である甲子園会館（旧甲子園ホテル）など、大正～昭和期の歴史に残る近代建築が多く残存する。
西宮七園と呼ばれる高級住宅街の一つである。「甲子園」の名前が全国に浸透すると、北側・西側にも甲子園を含む地名が増えていった。

### 地理
1951年に西宮市に編入されるまで武庫郡鳴尾村であったこの地域には、かつて武庫川の支流である枝川・申川（さるがわ）という河川が存在し、隣村との境界線になっていた。
国道2号の上甲子園交差点より阪神甲子園駅方向へ伸びる幹線道路（兵庫県道340号浜甲子園甲子園口停車場線）は、なだらかにカーブしている。これはそのまま旧枝川の水路跡であり、この道路の両側（旧枝川河川敷）に住宅地が造成された。旧申川の水路跡にも、幹線道路にこそなっていないものの道路（阪神甲子園球場西側の、兵庫県立西宮今津高校にのびている道路）が整備されている。

### 開発史
1910年（明治43年）阪神電気鉄道は鳴尾村西畑（現在の甲子園駅周辺）に文化住宅（鳴尾文化村）70戸を建設し、この地が後の甲子園地域へと発展した。また、甲子園経営地に隣接する位置に「西宮今津健康住宅地」の開発が1934年（昭和9年）に設立された西宮市今津土地区画整理組合によって進められ、37・613ヘクタールの面積が分譲された。この住宅地は枝川廃川敷に設けられ、地区の中心部に広い公園用地と学校用地を設け公共性を重視した恵まれた環境であった。
阪神国道（現在の国道2号）整備に合わせ、武庫川の氾濫を防ぐ改良工事が兵庫県により行われることになった。このときの資金繰りとして、武庫川の改良により枝川・申川を廃川し、河川敷跡を県から阪神電気鉄道に410万円で売却することとなった。なお、この410万円は、約310万円が武庫川改良工事に、約100万円が国道整備に充当された。

#### 住宅地開発

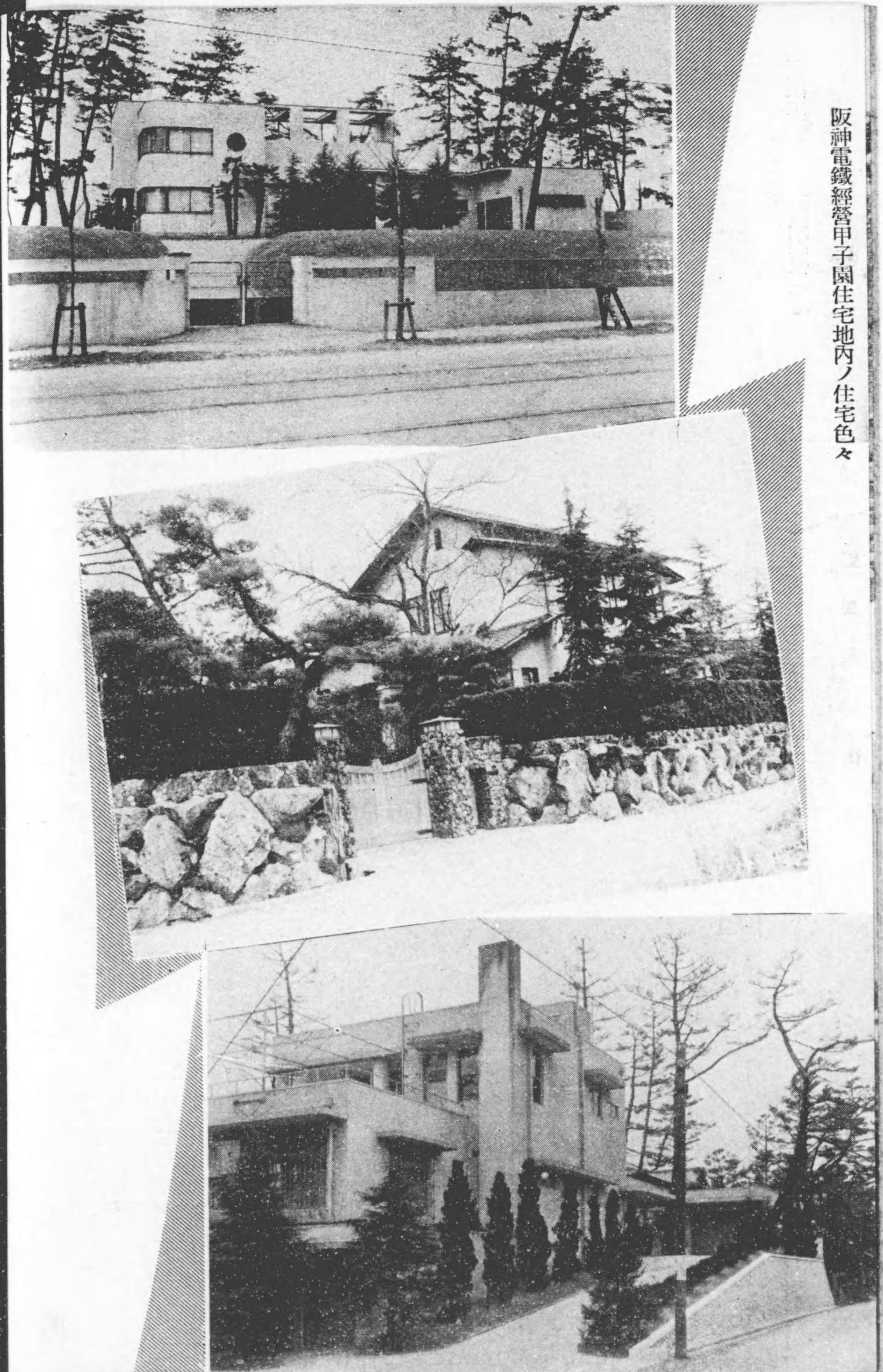
甲子園住宅地

阪神電気鉄道は、購入した河川敷跡73,920平方メートルに、住宅地および行楽地を開発した。当時、阪神間の大規模宅地開発の多くは専門のデベロッパーが関与していたが、甲子園は住宅地の一部宅地開発を大林組に委託したほかは、阪神電気鉄道が開発した。住宅地経営にあたって阪神電鉄は都市計画や造園に明るい大屋霊城に依頼して、その全体構想について意見を求めている。大屋はこの計画のなかで、阪神鉄道の南側を遊園地、北側を住宅地として区分し、南側の海浜に至る河川敷は、緩やかな幅広い道路の両側に緑豊かな住宅を点在させ、さらに海側に動物園、遊戯場、海水浴場を配するアイディアを出した。しかしこの様な花苑を重視した発想も現実には採り入れられなかった。
同地は、1928年（昭和3年）から第1回住宅地分譲を阪神本線以北の旧枝川沿いで実施し、第2回住宅地分譲は1930年（昭和5年）に実施された。阪神本線南側では、1930年（昭和5年）～1931年（昭和6年）頃にリゾート住宅地の浜甲子園健康住宅地
が開発され、1931年（昭和6年）に「浜甲子園健康住宅地展覧会」を開催、会場跡地および周辺の6万坪を500戸あまりの住宅地として順次開発された。1935年（昭和10年）前後に南甲子園経営地が分譲され、南甲子園地区は1937年（昭和12年）頃にほぼ整備されるに至る。
甲子園の住宅地は旧枝川の廃川敷に沿って、中甲子園、上甲子園、七番町、浜甲子園と順次開発され、一番町、二番町……以後、九番町までの住宅地が造成された。また、廃川敷以外でも浜甲子園健康住宅地、南甲子園が開発された（これが住所表記の地名にも採用されたのは西宮市に編入されて以後のことである）。

#### スポーツ・レジャー施設の開発

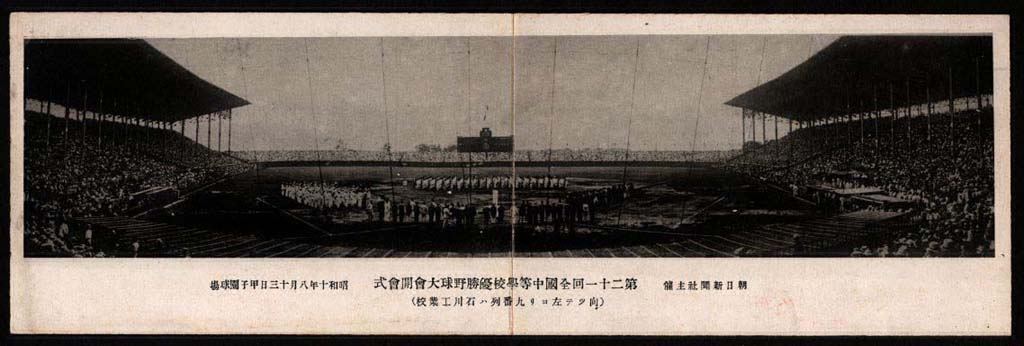
1935年当時の甲子園球場。外野スタンド改築前の姿

1924年、七番町の西側（旧枝川・旧申川の分流点あたり）に現在の阪神甲子園球場となる大運動場が開設された。その年が干支でいう甲子（きのえね）の年であったことから、このとき一帯が「甲子園」と名付けられた。
1925年7月、甲子園海水浴場が開設した。不便な立地であったため当初は来場者が少なかった（沿線には香櫨園海水浴場もあった）が、甲子園線の開通とともに次第に海水浴客が増加し、海浜は賑わいをみせた。
1928年8月、浜甲子園停留所の北側において甲子園浜プール（25m の短水路公認プール）の営業を開始した。また、1932年10月には甲子園球場の東アルプススタンドの階下を利用して甲子園室内プール（25m）を開設した。また西アルプススタンド階下にはバスケット・バレーボールコートのある室内運動場が開設されていた。

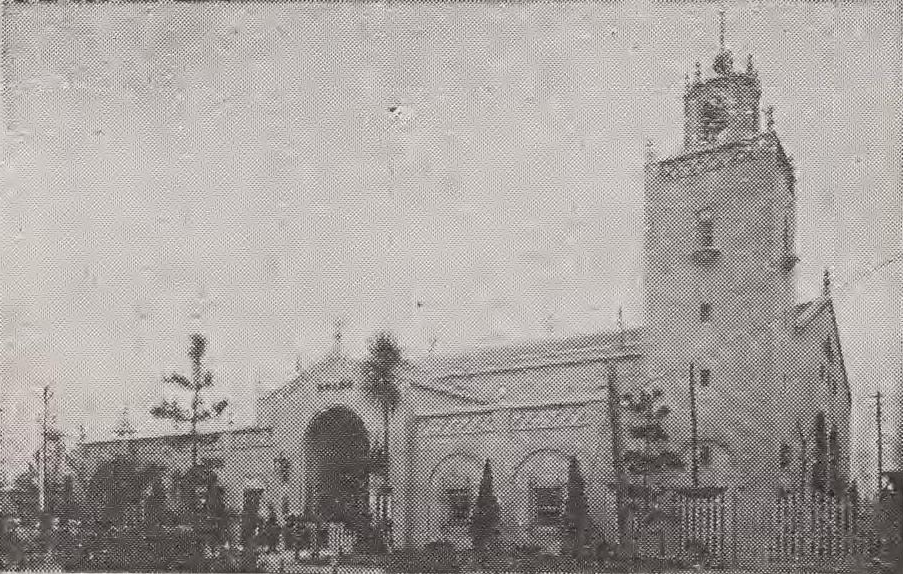
阪神水族館

甲子園開発の遊園施設として旧枝川河口付近に開設された初代阪神パークは、1928年9月に開催された「御大典記念国産振興阪神大博覧会」の会場設備を利用する形で、1929年に潮湯、運動施設、映画場を中心とする「甲子園娯楽場」の名称にて営業を開始した。1932年には動物園と遊戯設備を増強し名称も「阪神パーク」と改称した。当時国内では珍しかったペンギンを48羽飼育し、動物サーカス団、モンキーアパートも人気を集めた。また1935年には当時「世界一ノ大水槽」と謳われた阪神水族館が開設された。水族館の海側には鯨の池が設置され、ゴンドウクジラを飼育していたという記録も残されている。阪神パークの入場者数は1934年の時点で66万5,000人であり、当時の人口から鑑みれば相当の人気だった様子である。戦後、阪神パークは1950年に甲子園八番町（現在はららぽーと甲子園のある場所）に移転している。
1929年には甲子園南運動場が開設。当初甲子園球場はラグビーや陸上競技の試合にも使用できるように設計されていたが、多機能グラウンドでは不具合があることが判明したため、海岸寄りの位置に運動場が建てられた。運動場は敷地面積1万坪のなかに1周500mのトラックを備え、ラグビーやサッカーの正式競技場として利用できる立派な設備であった。

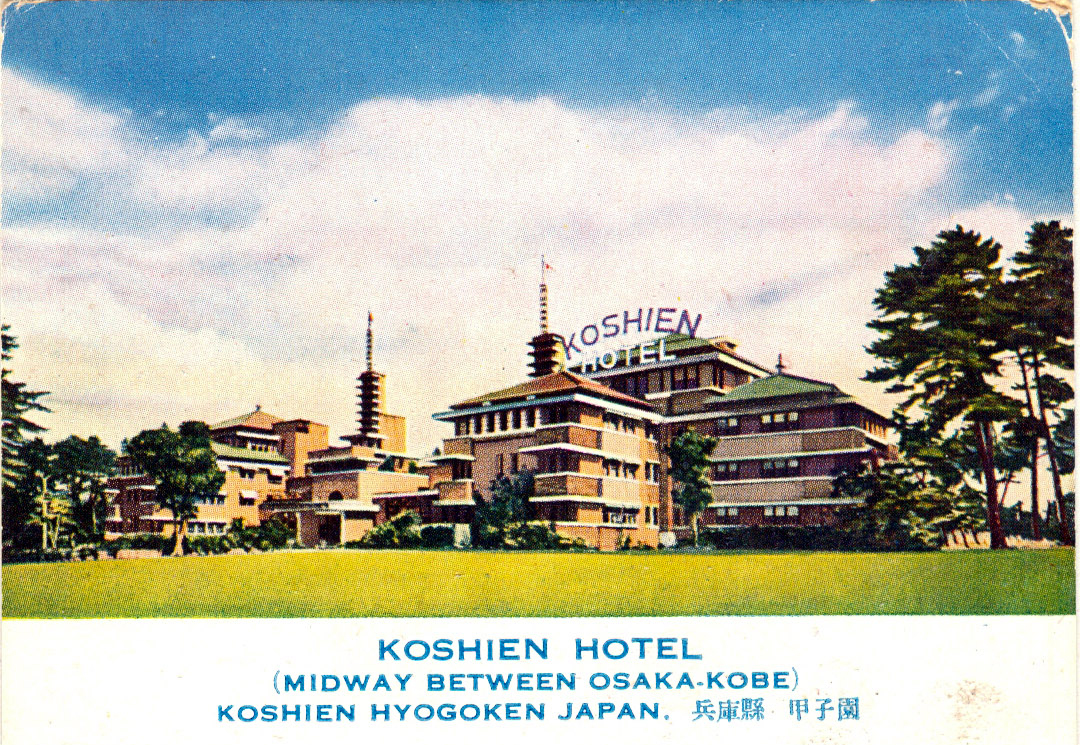
旧甲子園ホテル

1930年4月には武庫川から旧枝川が分岐したあたりの景勝地において甲子園ホテルが開業した。建物はフランク・ロイド・ライト門下の遠藤新によって設計され「東の帝国ホテル、西の甲子園ホテル」と並び称され、阪神間の社交クラブの機能を果たした。
1937年8月には甲子園球場の西側に、50mの競技用プール、25mの飛び込み用プールと夜間照明や1万人収容のスタンドを備えた甲子園水上競技場（大プール）を開設した。甲子園水上競技場では全日本選手権大会などの競技会が開催された。
甲子園球場の西側にはテニスコート、クラブハウスが設けられ、国際試合も開催されていたが、その後球場の南側（現・甲子園町）や甲子園九番町などに次第にテニスコートは増強された。1937年には、国際庭球会館と観覧席を備えたセンターコートも完成し、従前の甲子園ローンテニスクラブが甲子園国際庭球倶楽部として新発足した。また、国際的なテニスプレーヤーを養成するための庭球寮も開設された。1940年12月にはテニスコートが102面に拡充され、国際庭球倶楽部の会員も700名を数えるなど、戦前の甲子園はテニスの殿堂でもあった。

#### その他施設の開発
学校も誘致しており、甲陽学院高校がキャンパスを構えた（のちに移転し、跡地には東半分に甲子園東洋ビルが建設され、2020年現在コロワ甲子園が核テナントとなっている。西半分は甲陽学院と同じ経営母体の白鹿グループが1992年にホテルを設置した）。

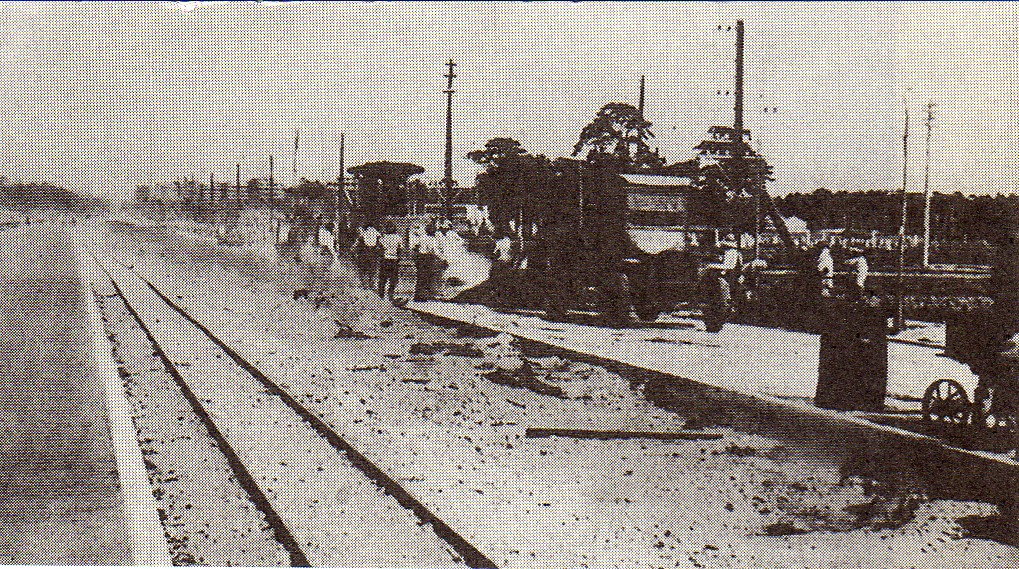
建設中の阪神国道線（上甲子園付近、1926年）

甲子園へのアクセス駅として、阪神電気鉄道は1924年に甲子園駅を設置した。また、同社により甲子園線が1926年に浜甲子園まで、1930年には中津浜まで敷設された。甲子園線は、1975年に廃止されるまで、阪神電気鉄道自らが開発した住宅地および、行楽地への輸送機関として重責を担った。
1934年に北の武庫郡瓦木村にできた鉄道省東海道本線（現在はJR西日本東海道本線。愛称・JR神戸線）の新駅は、当初「瓦木駅」と命名される予定であったが、甲子園からの乗客誘致を図って甲子園口駅を名乗ることになった。この駅周辺の住所表記の地名も1950年から「甲子園口」となった。
1934年9月21日、室戸台風の直撃を受け、浜甲子園方面が一面の海と化すなど甚大な被害を受けた。

### 戦後の甲子園地区

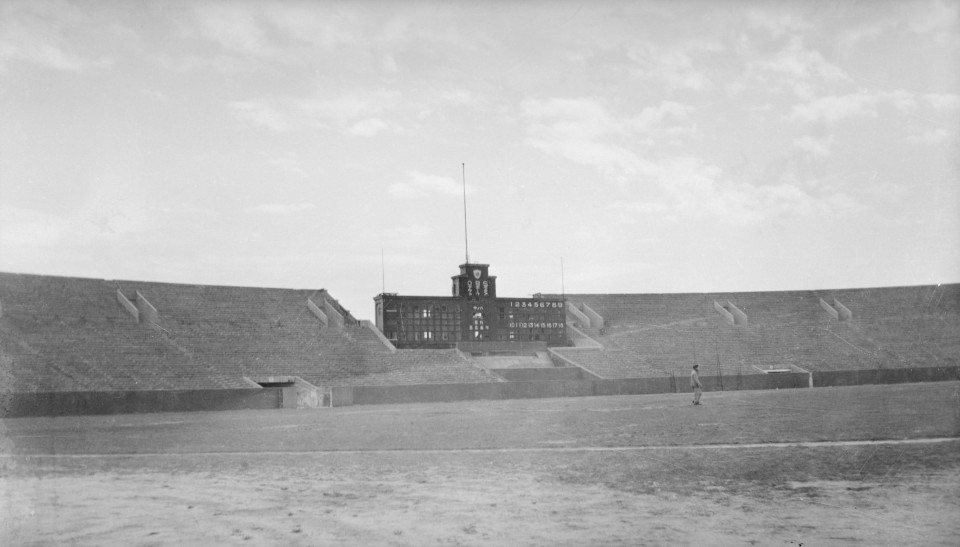
戦後の甲子園球場（1947年）

戦後、GHQにより甲子園球場やプールは接収されたが、1947年（昭和22年）に球場のグラウンドとスタンドの接収が解除となり、中等学校野球（1948年（昭和23年）より高等学校野球）は再開された。プロ野球は1946年（昭和21年〉のシーズンから再開されていたが、接収解除とともに甲子園で試合が開催されるようになった。
甲子園水上競技場（大プール）西側では、1947年に甲子園テニスクラブが発足していたが、大プールも1948年3月に接収解除になった。このプールで開催された競技会で「フジヤマのトビウオ」こと古橋広之進が当時の世界新記録をつくるなど盛り上がりを見せたが、1974年（昭和49年）に閉鎖され庭球場に改装された。

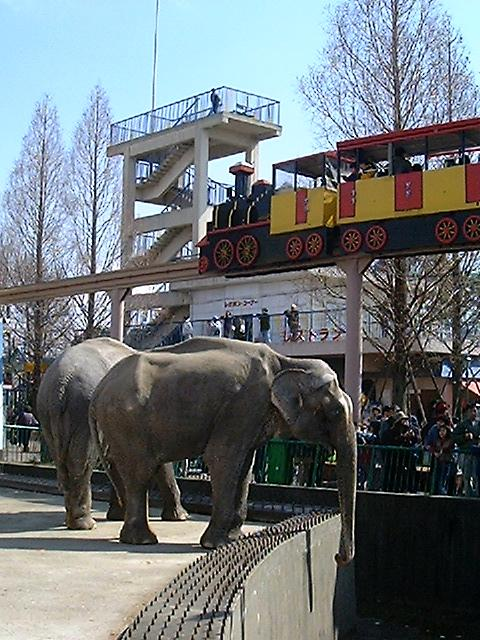
甲子園阪神パーク（2003年）

阪神パークについては、阪神電鉄が甲子園八番町の国有地を新たに取得して再建することとなり、1950年（昭和25年）4月に開園した。新生阪神パークは、遊園地とともに動物園としての施設が増強され、1959年（昭和34年）には珍獣レオポンの誕生もあって人気を集めた。また、甲子園海水浴場（1947年から再開）が水質悪化により香櫨園海水浴場とともに1965年（昭和40年）6月に閉鎖されたことにともなう代替施設として、阪神パーク内にデラックスプールが開設された。しかし、1980年代から入園者は減少傾向となり、2003年（平成15年）に閉園となった。阪神パークの跡地は現在、大型商業施設「ららぽーと甲子園」となっている。
住宅地としての甲子園については、今も「西宮七園」と呼ばれた邸宅街の雰囲気が残されている。武庫川沿いの臨港線以北は風致地区に指定されており、環境保全地区宣言に基づく地区計画が各地区に定められている。鳴尾運動場（競馬場）の跡地は浜甲子園団地（枝川町）に、国際庭球場の跡地は競輪場を経て大規模マンションと戸建住宅に転用されるなど住宅地化が進んでいる。

## 商標登録
阪神電鉄では2010年11月に「甲子園」の商標登録を出願し、2012年7月に受理・登録された。

## 阪神間モダニズム期に建てられた主な施設
（出典：）
- 旧制私立甲陽中学（後に香櫨園へ移転、現・甲陽学院中学校・高等学校） － 1917年（大正6年）
- 甲子園駅（臨時駅として開業） － 1924年（大正13年）
- 阪神甲子園球場 － 設計：大林組、1924年（大正13年）
  - 球場内温水プール・室内運動場 － 1932年（昭和7年）
- 甲子園浜海水浴場 － 1925年（大正14年）
- 枝川橋梁 － 1925年（大正14年）
- 甲子園庭球場 － 1926年（大正15年）
  - 百面コート・甲子園国際庭球倶楽部会館 － 1937年（昭和12年）※甲子園庭球場の甲子園浜移転後に設立
- 甲子園線 － 1926年（大正15年）
- 武庫大橋 － 設計：増田淳、1927年（昭和2年）
- 甲子園経営地 － 1928年（昭和3年）
- 旧新田邸（新田長次郎の孫、新田利国の邸宅、現・松山大学温山記念会館） － 設計：木子七郎、1928年（昭和3年）
- 甲子園阪神パーク・阪神水族館 － 1929年（昭和4年）
- 甲子園南運動場 － 1929年（昭和4年）
- 浜甲子園住宅地 － 1930年（昭和5年）
- 旧甲子園ホテル（現・武庫川女子大学甲子園会館） － 設計：遠藤新、1930年（昭和5年）
- 濱甲子園倶楽部会館 － 1932年（昭和7年）頃
- 南甲子園住宅 － 1935年（昭和10年）頃
- 旧鳴尾競馬場スタンド・貴賓室（現・武庫川女子大学附属中学校・高等学校芸術館） － 1935年（昭和10年）
- 一楽荘[注釈 13]（田村駒太郎・二代目田村駒治郎の邸宅） － 1939年（昭和14年）
- 甲子園水泳研究所
- 浜甲子園プール
- 甲子園水上競技場

## 地域
参照：
甲子園春風町
1940年（昭和15年）設立。はじめ今津、1964年（昭和39年）からは甲子園を冠称。もとは西宮市今津の一部。1952年（昭和27年）一部が今津浜田町・今津砂田町・今津六石町・今津野田町、上甲子園一・三～四丁目となり、今津永井町・今津吉月町・今津野田町の各一部を編入。1953年（昭和28）～1957年（昭和32年）に154戸の市営住宅を建設。1970年（昭和45年）下瓦林の一部を編入。
甲子園浜田町
1940年（昭和15年）設立。はじめ今津、1964年（昭和39年）からは甲子園を冠称。もとは西宮市今津の一部。1952年（昭和27年）一部が今津六石町・今津砂田町となり、今津永井町・今津六石町・今津春風町の各一部を編入。
甲子園砂田町
1940年（昭和15年）設立。はじめ今津、1964年（昭和39年）からは甲子園を冠称。もとは西宮市今津の一部。1952年（昭和27年）一部が今津六石町・上甲子園一・三～四丁目となり，今津吉月町・今津春風町・今津浜田町・今津六石町の各一部を編入し、1955年（昭和30年）一部が甲子園三保町となる。同年前後から住宅地として発展。
甲子園六石町
1940年（昭和15年）設立。はじめ今津、1964年（昭和39年）からは甲子園を冠称。もとは西宮市今津の一部。町名の由来は、かつてこの辺りを流れていた枝川の六石の渡しにちなんだものとも、中国街道を往還する旅人の間で評判であった茶店の餅に毎日6石の米が使われていたことによるともいう。また六石はこの辺りの米の収穫高からきたものといわれる。1952年（昭和27年）一部が今津野田町・今津砂田町・今津浜田町となり、今津春風町・今津浜田町・今津砂田町の各一部を編入し、1955年（昭和30年）一部が甲子園三保町となる。昭和初年頃から宅地化が始まり1955年（昭和30年）頃に急速に発展した。
甲子園浦風町
1938年（昭和13年）設立。はじめ今津、1964年（昭和39年）からは甲子園を冠称。もとは西宮市今津の一部。地名は「玉葉集」にある「夕附日わだのみさきをこぐ舟のかたほにひくやむこのうら風」から命名されたといわれる浦風橋に因む。
甲子園高潮町
1938年（昭和13年）設立。はじめ今津、1964年（昭和39年）からは甲子園を冠称。もとは西宮市今津の一部。地名は高潮時には必ず海水がその橋梁まで浸入するという高潮橋に因む。1963年（昭和38年）国道43号が開通。1917年（大正6年）開校した甲陽中学校（後の甲陽学院中学校・高等学校）が当町の大部分を占めていたが、1947年（昭和22年）甲陽学院中学校は中葭原町に、1978年（昭和53年）甲陽学院高校は角石町に移転した。
甲子園洲鳥町
1938年（昭和13年）設立。はじめ今津、1964年（昭和39年）からは甲子園を冠称。もとは西宮市今津の一部。地名は「夫木抄」にある「ゆふさればむこのうらしほみちぬらしいりえのすどりこゑさわぐなり」から命名されたといわれる洲鳥橋に因む。
甲子園網引町
1938年（昭和13年）設立。はじめ今津、1964年（昭和39年）からは甲子園を冠称。もとは西宮市今津の一部。地名は「夫木抄」の「むこの海に海士のよび声聞ゆなり霧のあなたにあ引すらしも」から命名されたといわれる網引橋に因む。1953年（昭和28年）新甲子園市場開設。
甲子園三保町
1955年（昭和30年）設立。もとは西宮市下瓦林・上甲子園一～四丁目・今津六石町・今津砂田町の各一部。町名は甲山を富士にみたて美しい松林が続いていたことから景勝地三保の松原に因む。1923年（大正12年）東接していた枝川が廃川となり、その跡に1928年（昭和3年）阪神電気鉄道甲子園線が開通し、1955年（昭和30年）頃から宅地化が急速に進んだが同線は1975年（昭和50年）に廃線となった。
甲子園一番町
甲子園二番町
甲子園三番町
甲子園四番町
甲子園五番町
甲子園六番町
甲子園七番町
甲子園八番町
甲子園九番町
甲子園一番町～九番町は当初、住宅地名として設立。1957年（昭和32年）に正式な町名となる。六番町は旧鳴尾村の枝郷七ッ松を中心とした地域。七番町は以前の行政地名は西畑の他、同じく村の西部を新しく開発した意味の西開と焼屋敷からなる。八番町は以前の行政地名は鳴尾村字外葭島の一部と内葭島および中津の一部。一帯は河川の下流に多く見られる葭が繁った川中島や中州で、村有地のため市街化が遅れた。ここに1949年（昭和24年）に鳴尾村立鳴尾中学（1947年（昭和22年）鳴尾小学校の一部を仮舎として開校。現・西宮市立鳴尾中学校）の新校舎が建設され、1950年（昭和25年）には阪神パークが浜甲子園から移設され開園した。九番町は外葭島や中津の一部と砂浜新田などからなるが、いずれもこの地域の成り立ちを良く示している。1960年（昭和35年）以降に400戸近い市営中層住宅が建設されるなど市街化も進んだが、空閑地のほか駐車場やグランドなどの形で利用されている。
甲子園町
1957年（昭和32年）～現在の町名。1924年（大正13年）甲子園球場が開設。1926年（大正15年）には甲子園庭球場が開設し、1937年（昭和12年）に甲子園浜に移設され甲子園国際庭球倶楽部が設立される。
南甲子園一丁目
南甲子園二丁目
南甲子園三丁目
南甲子園一丁目～三丁目は1954年（昭和29年）～現在の町名。この辺りは、旧枝川と申川との間に出来た中州で、江戸時代には鳴尾村の枝郷（分村）として（中州の転じた）中津と呼ばれた。中津は現在、町名としては消滅したが、中津浜線という道路名に残されている。1948年（昭和23年）に甲子園競輪場が設置され、戦災復興に一役買ったが、1958年（昭和33年）から市営住宅も建設され周辺の宅地化も進んだ。
浜甲子園一丁目
浜甲子園二丁目
浜甲子園三丁目
浜甲子園四丁目
浜甲子園一丁目～三丁目の旧地名には旧鳴尾村の海岸部の西鳴辰高入新田・西鳴亥高入新田・寅新開・砂浜新田、四丁目には申川流作などの地名が見える。いずれも江戸中期以降に開発された新田である。当時、領主も「鍬下年季」といって一定期間の免税措置を採って新田開発を奨励したが、数年間の免税期間を終え、微税開始（高入）された年に因んで「辰高入」「亥高入」「寅新開」と呼んだ。「砂浜」は土地の状態「申川流」は枝川の支流だった旧申川の河川敷であったことを示している。1929年（昭和4年）に浜甲子園健康住宅地が完成し、当地域の東半は鳴尾村の土地区画整理事業として開発され1940年（昭和15年）に完成した。いずれも住宅地化が進んだ1954年（昭和29年）、浜甲子園一丁目～四丁目を正式な町名とした。
甲子園浜一丁目
甲子園浜二丁目
甲子園浜三丁目
甲子園浜は1945年（昭和20年）代まで海水浴場として賑わっていたが海水の汚濁と海面の埋立てによって衰退した。甲子園浜の埋立てには住民の激しい反対運動があり、1977年（昭和52年）から6年間に及ぶ西宮・甲子園浜訴訟を経て、1982年（昭和57年）和解に達し埋立地は縮小された。
甲子園口北町
1950年（昭和25年）～現在の町名。もとは西宮市下新田・上瓦林の各一部。
甲子園口一丁目
甲子園口二丁目
甲子園口三丁目
甲子園口四丁目
甲子園口五丁目
甲子園口六丁目
1950年（昭和25年）～現在の町名。もとは西宮市下瓦林・上瓦林・下新田・瓦林の各一部。1934年（昭和9年）に下瓦林・瓦林・下新田を中心にした甲子園口土地区画整理組合が設立され、駅南側に整然とした住宅地（現在の甲子園口一～五丁目。このうち、下新田地区はほぼ一～二丁目に相当）が造られた。同年、下新田を中心とした地元住民の熱望で甲子園口駅が開設され、翌年には駅北部に武庫川第一土地区画整理組合、1939年（昭和14年）に旧下新田集落約30戸を含む地域（ほぼ現在の甲子園口北町）に同第二土地区画整理組合も設立された。これにより駅周辺は美しい住宅地としての発展が急速に進み、旧下新田地区の戸口も1941年（昭和16年）には546戸二、2,757人と急増した。下新田地区の残りは松山町・松並町・熊野町・上甲子園1丁目の各一部に編入されている。1936年（昭和11年）に瓦木市場、1941年（昭和16年）に上甲子園小学校、同21年に甲子園市場が開設。
上甲子園一丁目
上甲子園二丁目
上甲子園三丁目
上甲子園四丁目
上甲子園五丁目
上甲子園は旧枝川の右岸の西宮市大字下瓦林と下新田（いずれも旧瓦木村所属）の各一部が1950年（昭和25年）に西宮市上甲子園（一丁目）となり、次いで1952年（昭和27年）から大字上瓦林と下瓦林の一部が二丁目、三丁目、それに今津吉月町が加わり四丁目となり、1971年（昭和46年）に今津永井町が上甲子園五丁目と改称した。いずれも住宅地として発展するにつれ甲子園の名を取り入れたものである。

## 施設・名所・旧跡等
- 旧国道
- 国道2号
- 国道43号
- 西宮宝塚線
- 甲子園尼崎線（臨港線）
- 甲子園六湛寺線（臨港線）
- 今津港津門大箇線
- 芦屋鳴尾浜線
- 阪神高速3号神戸線
- 阪神高速5号湾岸線
- 名神高速道路
- 山手幹線
- 鳴尾御影線
- 鳴尾小曽根線
- 中津浜線
- 甲子園筋
- 新堀川筋
- 武庫川サイクリングロード
- すずらん通り
- 酒蔵通り
- 浜甲団地通り
- 優勝校通り
- 阪神甲子園球場
- 甲子園歴史館
- 甲子園球場野球塔
- 旧甲子園ホテル（現・武庫川女子大学甲子園会館）
- 旧鳴尾競馬場スタンド・貴客室（現・武庫川女子大学附属中学校・高等学校芸術館）
- 旧新田邸（現・松山大学温山記念会館）
- 濱甲子園倶楽部会館
- 武庫大橋
- 西宮港大橋
- 鳴尾八幡神社
- 甲子園八幡神社
- 熊野神社
- 素盞嗚尊神社
- 鳴尾球場・甲子園阪神パーク跡地（現・鳴尾浜公園）
- 阪神本線甲子園駅
- JR西日本東海道本線（JR神戸線）甲子園口駅
- 瓦林公園
- 東甲子園公園
- 浜甲団地公園
- 浜甲子園運動公園
- 浜甲子園体育館・野球場・テニスコート・多目的グラウンド
- 甲子園浜海浜公園
- 甲子園浜自然環境センター
- 甲子園ヨットハーバー
- 甲子園商店街
- キッザニア甲子園
- ららぽーと甲子園
- マンボウトンネル（天道町）[注釈 14]
- 旧枝川樋門・水門
- 旧枝川堤防跡
- 旧枝川橋石標
- 旧新堀川石垣
- 三本松
- 甲子園駅東側・西側の松並木
- 甲子園けやき散歩道
- 浜甲子園クスノキ並木
- 新堀川沿い桜並木・護岸の石垣
- メタセコイア並木道
- 海浜公園遊歩道
- 浜甲子園さくら街
- 猛虎像
- 旧阪神パークのライオン像
- 北郷公園義民碑
- 鳴尾競馬場跡記念碑
- 野球王ベーブ・ルースの碑
- 全国中等学校優勝野球大会開催地の碑

## ギャラリー

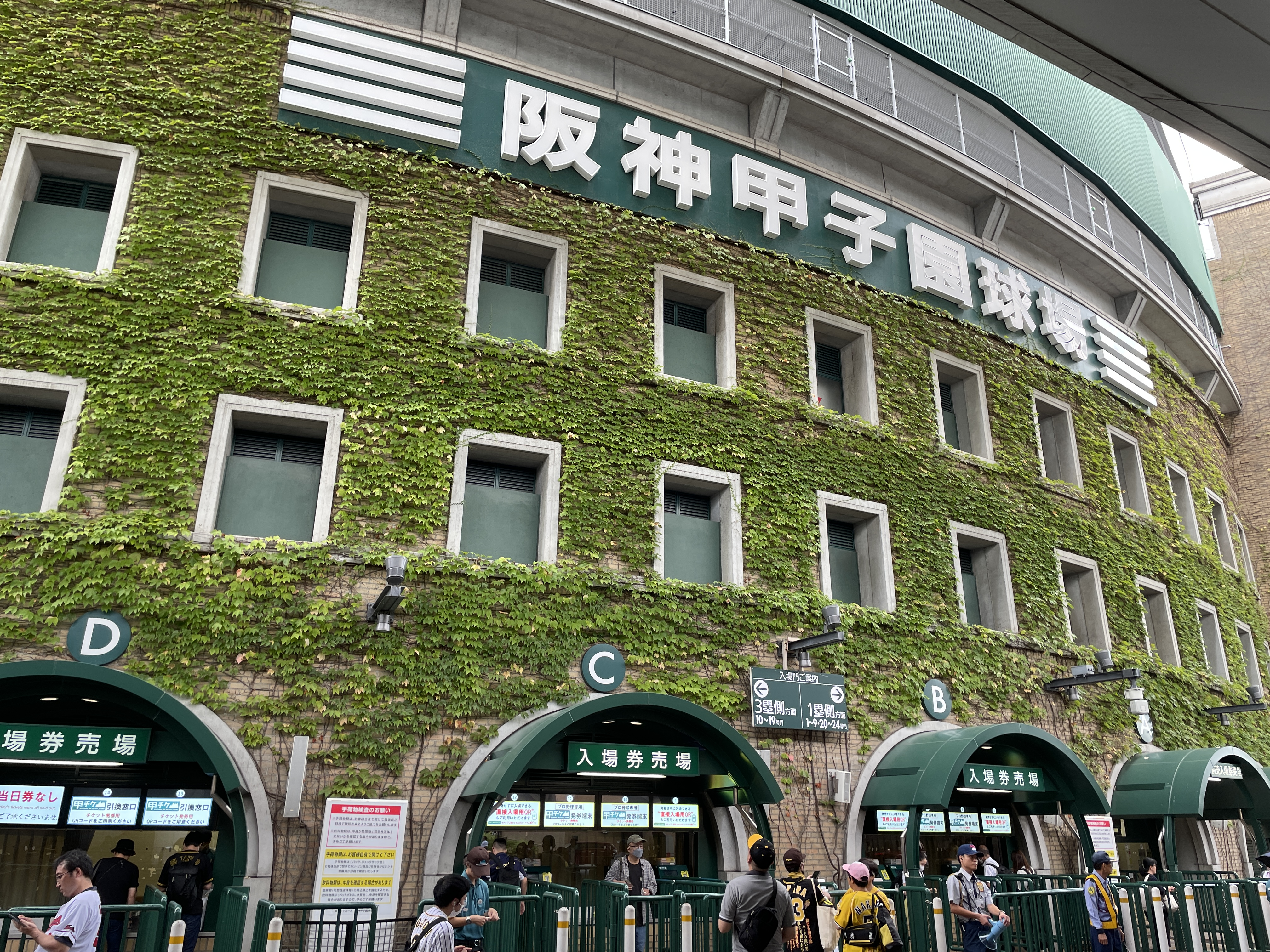
阪神甲子園球場
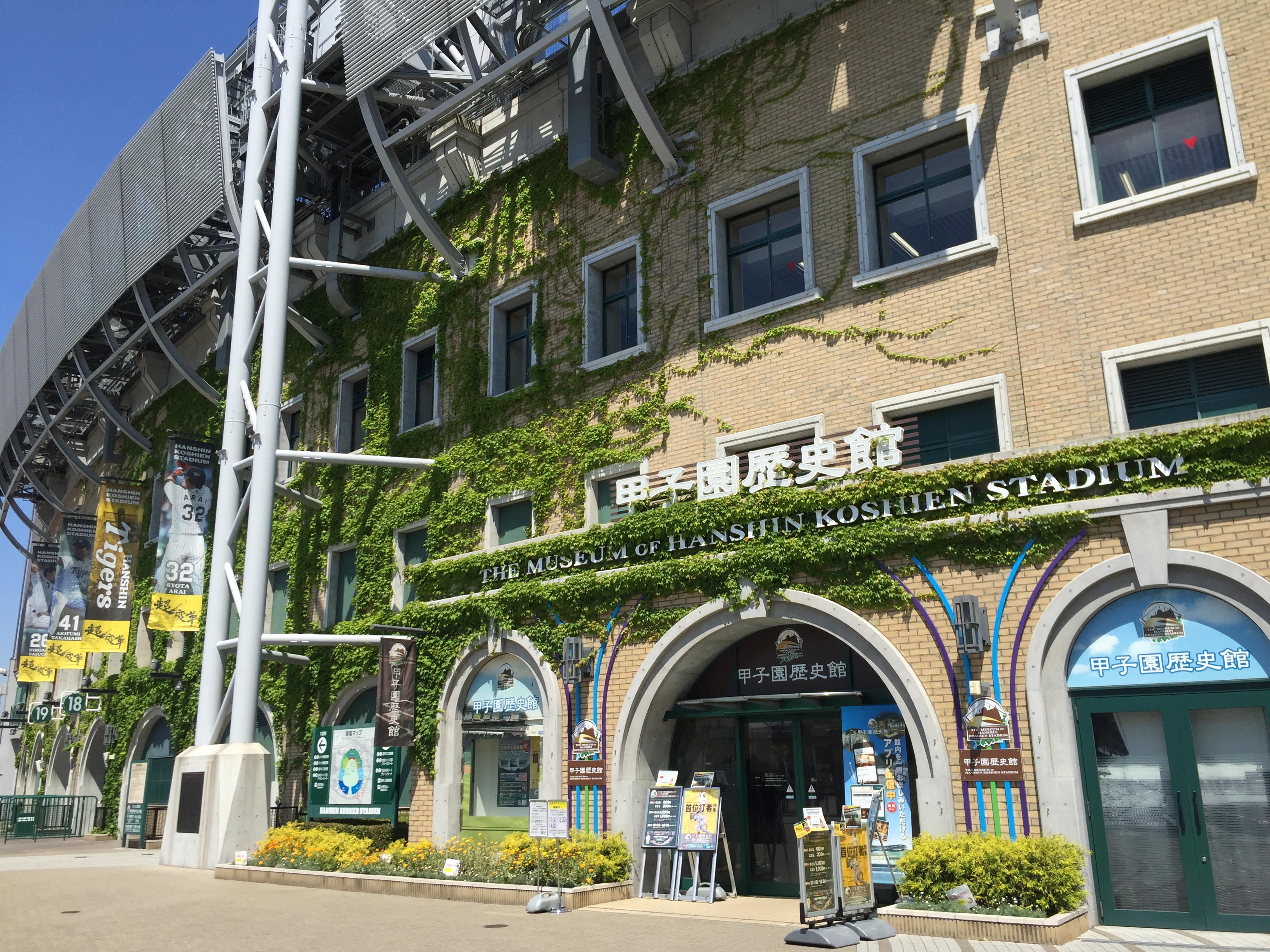
甲子園歴史館
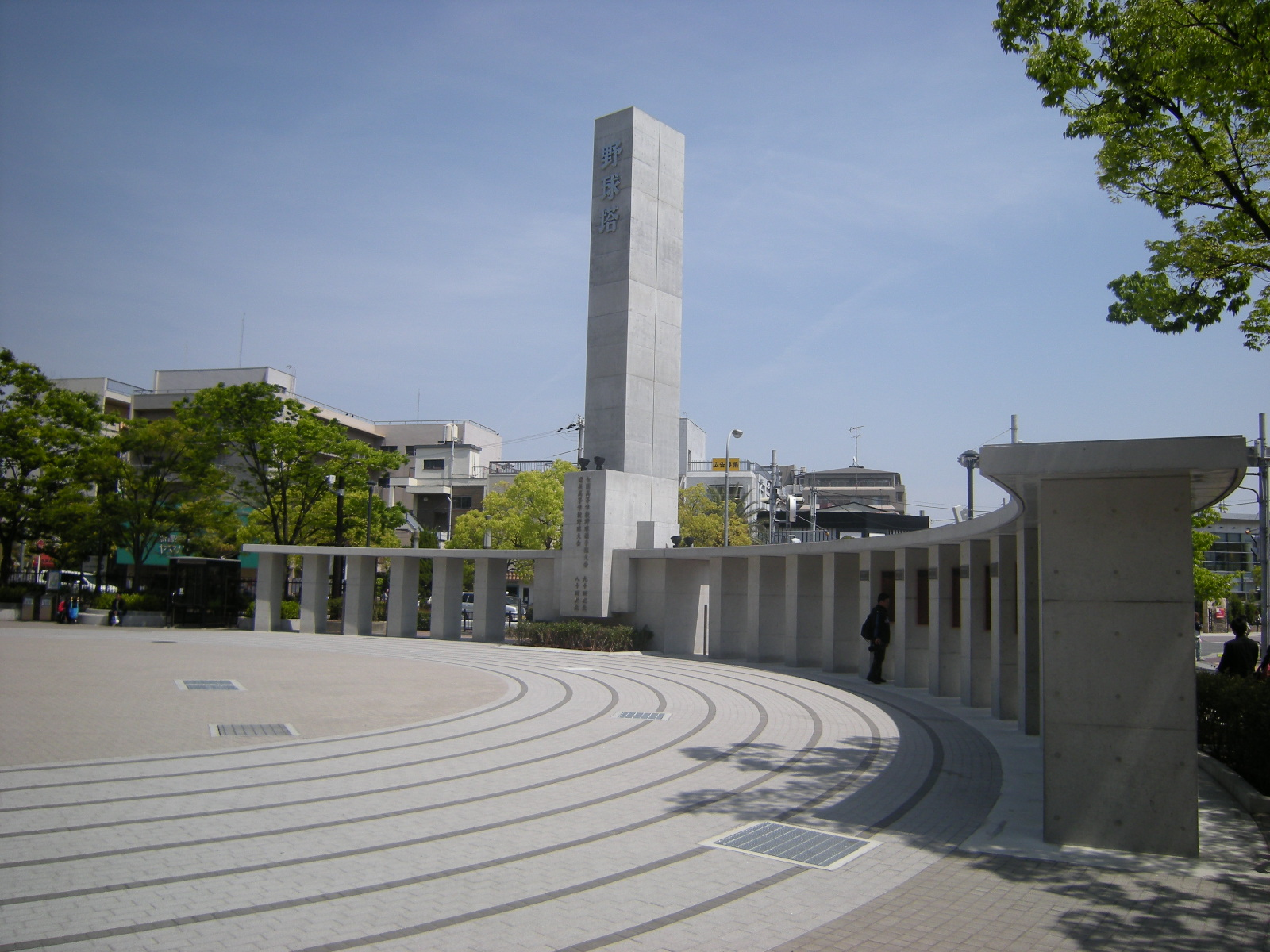
甲子園球場野球塔
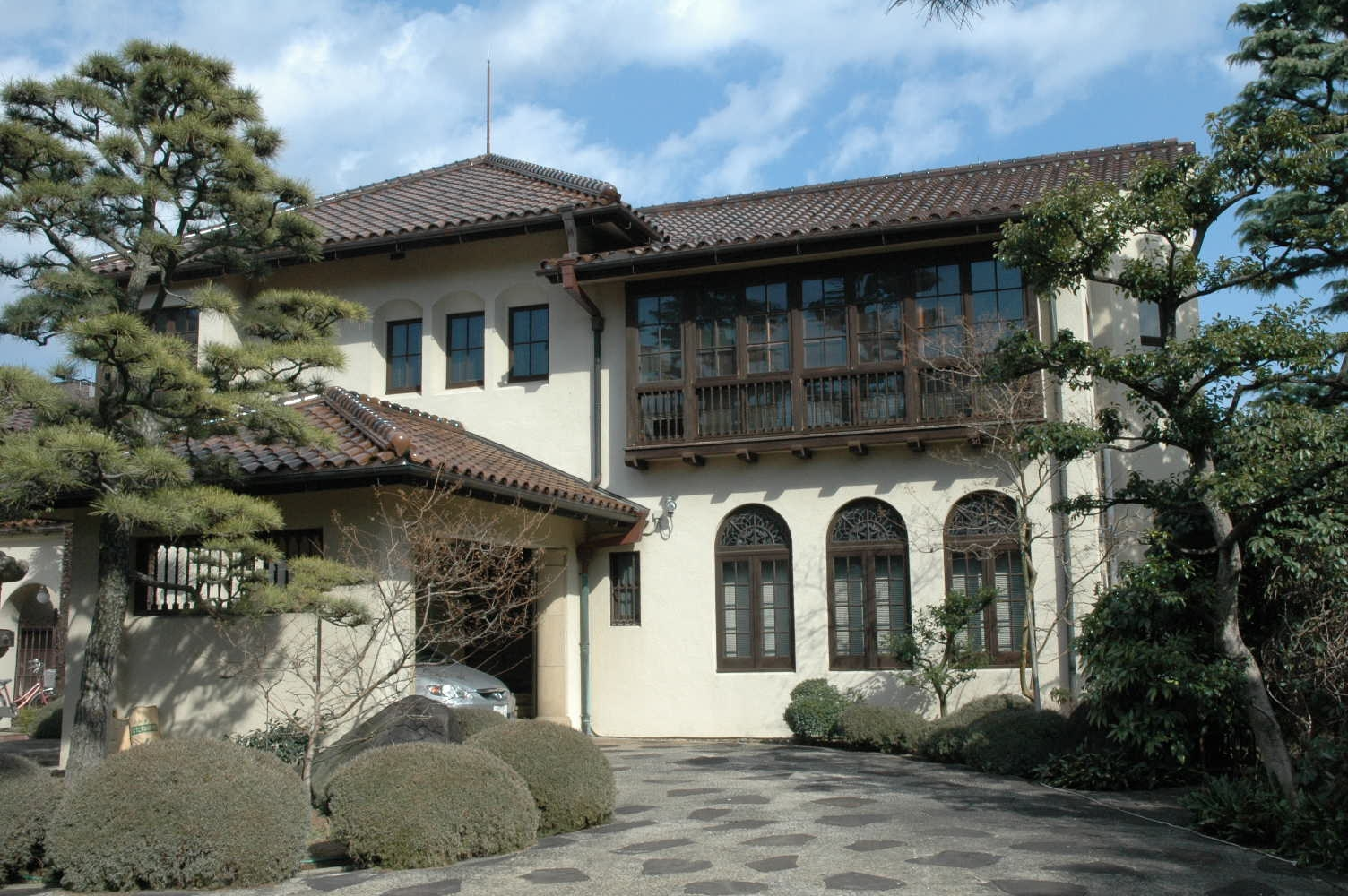
旧新田邸 （現・松山大温山記念会館）
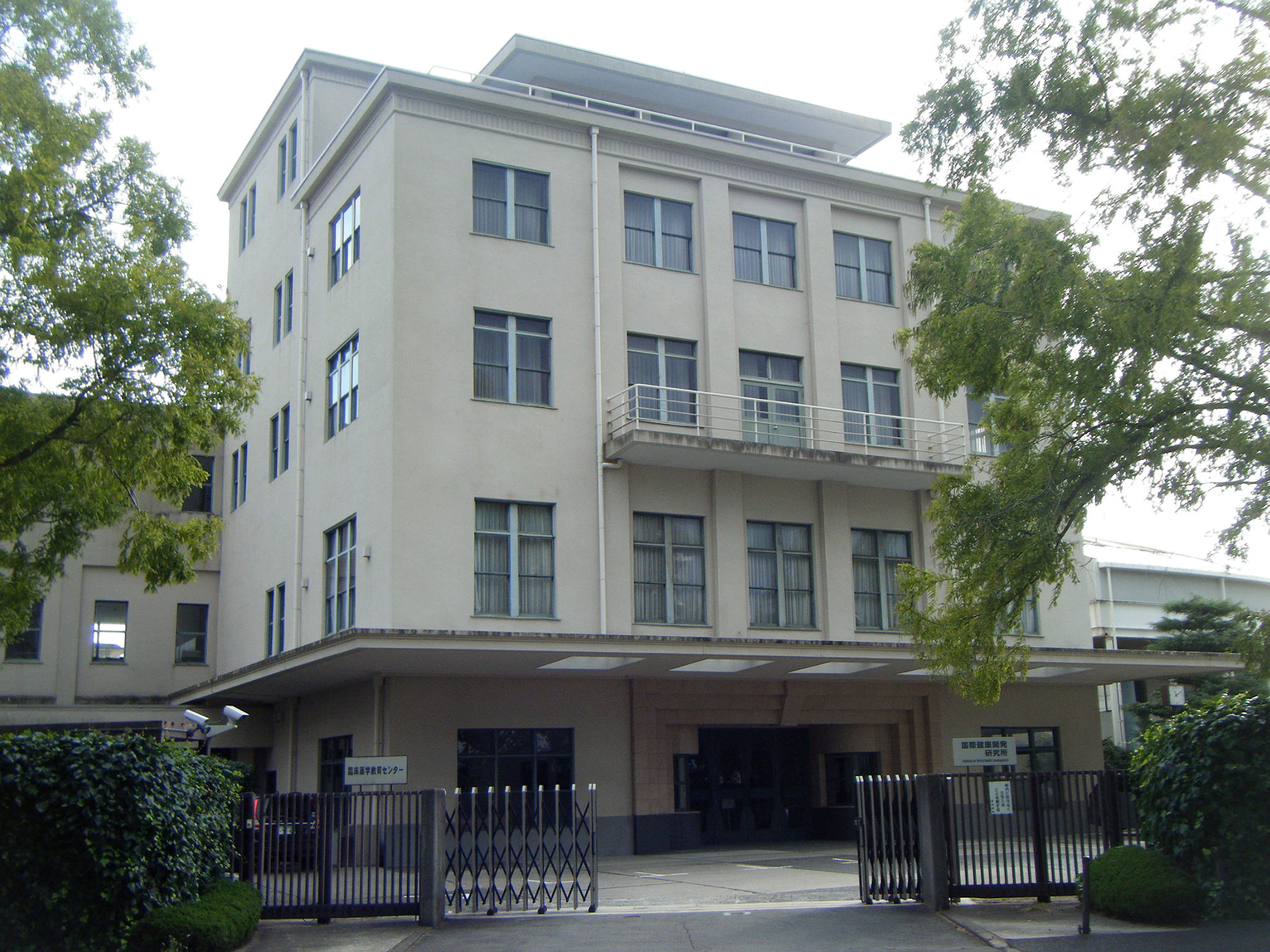
旧鳴尾競馬場スタンド・貴客室 （現・武庫川女子大附属中・高等学校芸術館）
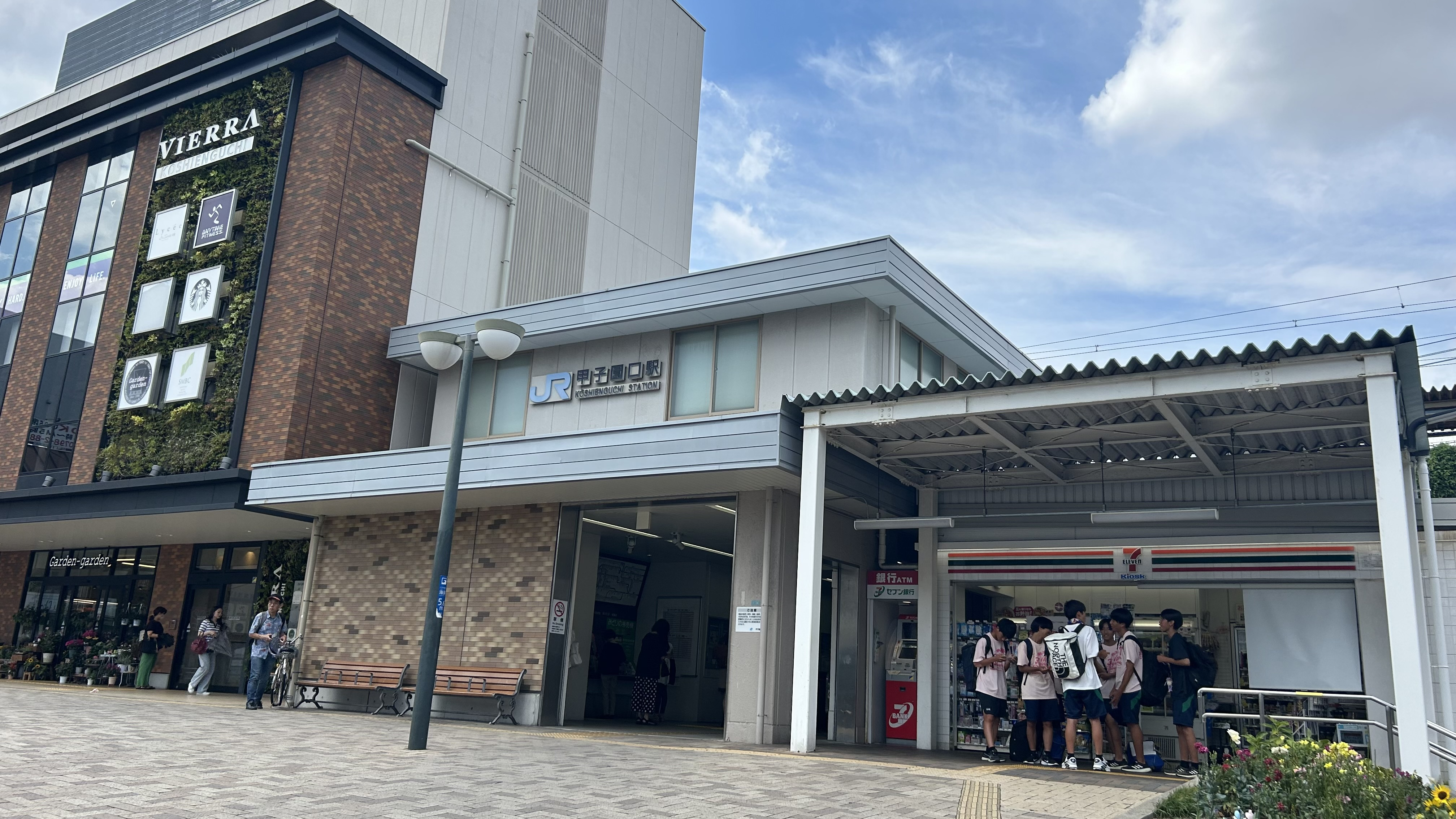
甲子園口駅 （南口）
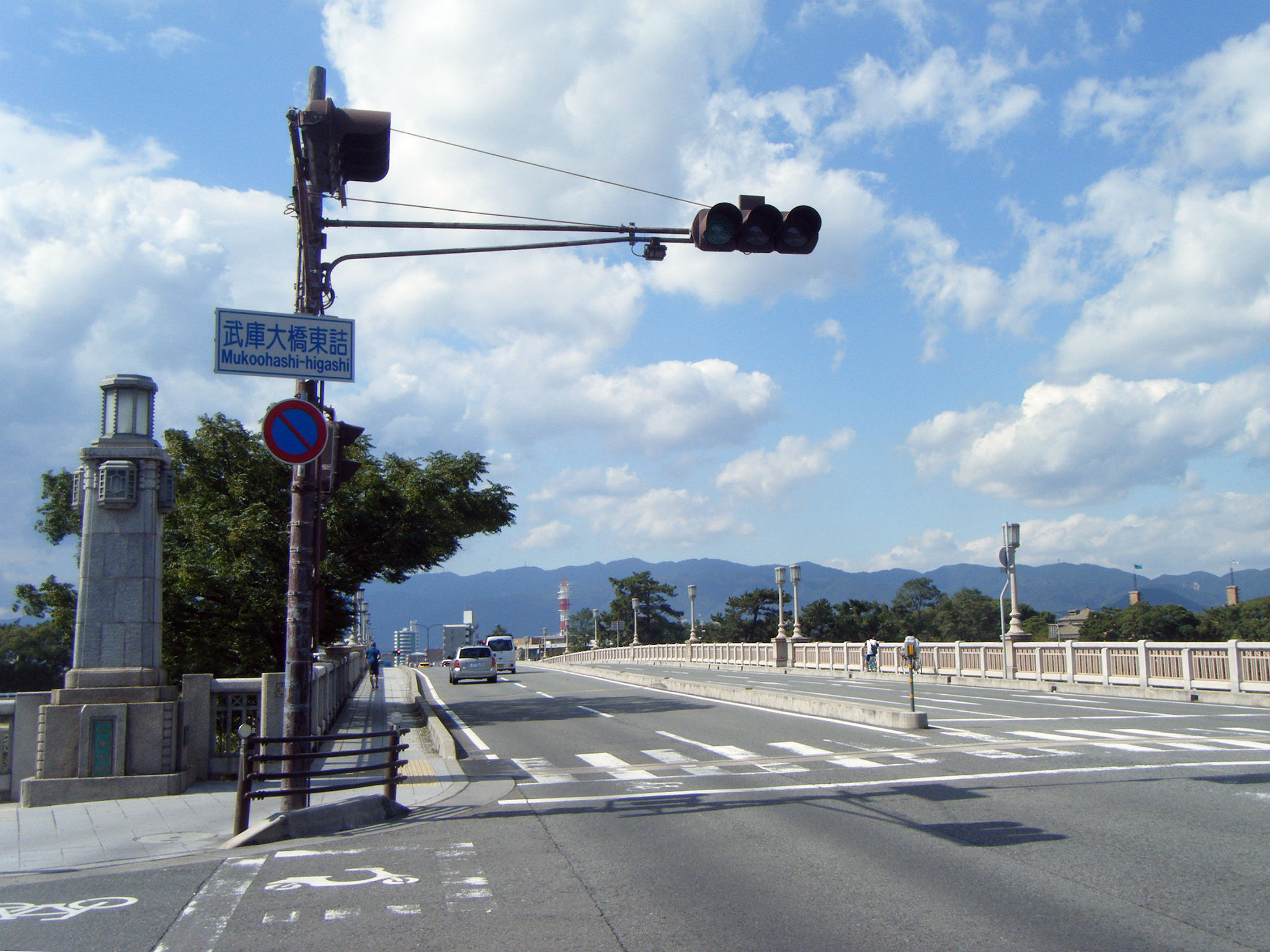
武庫大橋東詰から西宮市街および六甲山地を望む
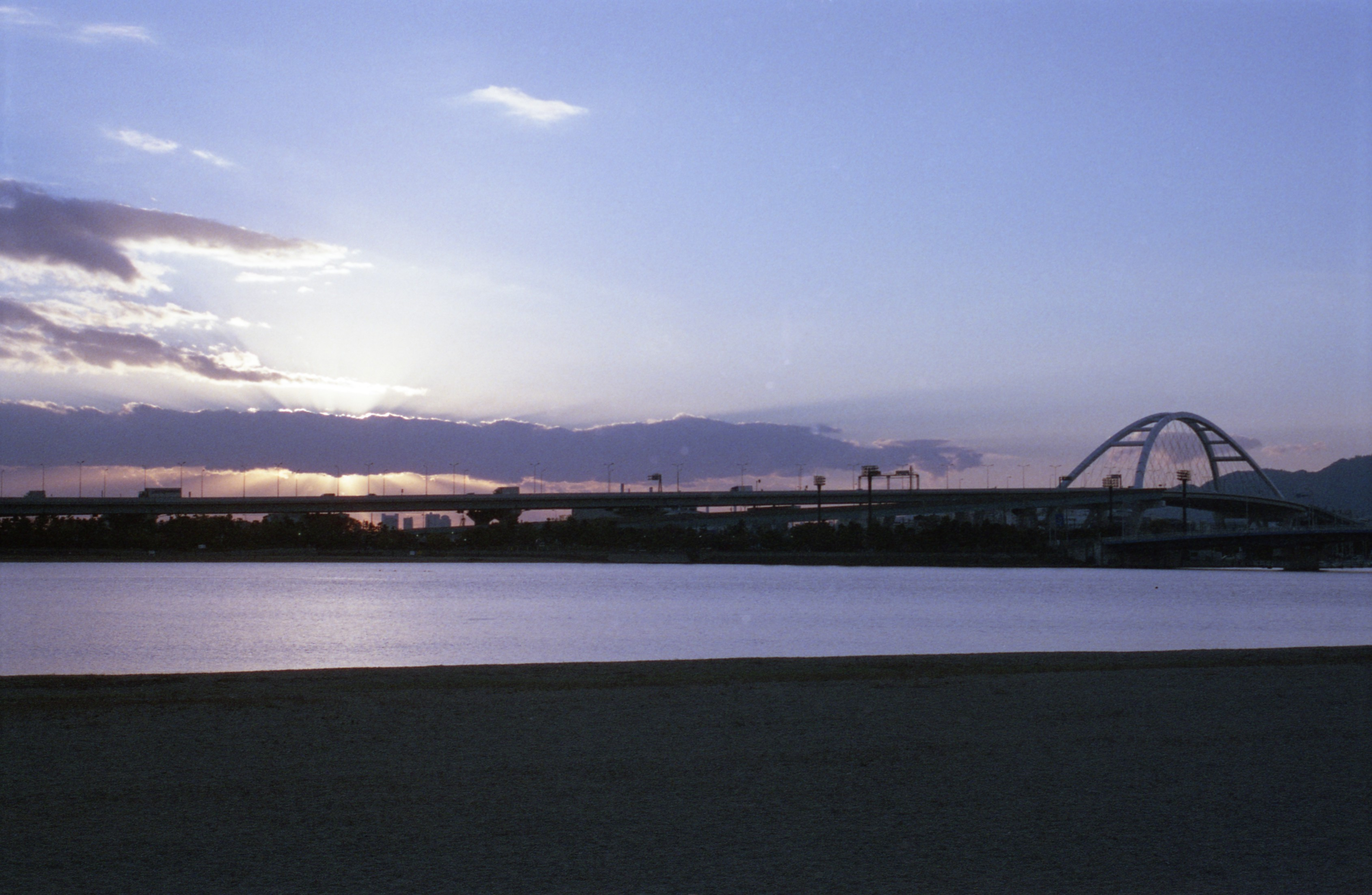
浜甲子園から望む甲子園浜
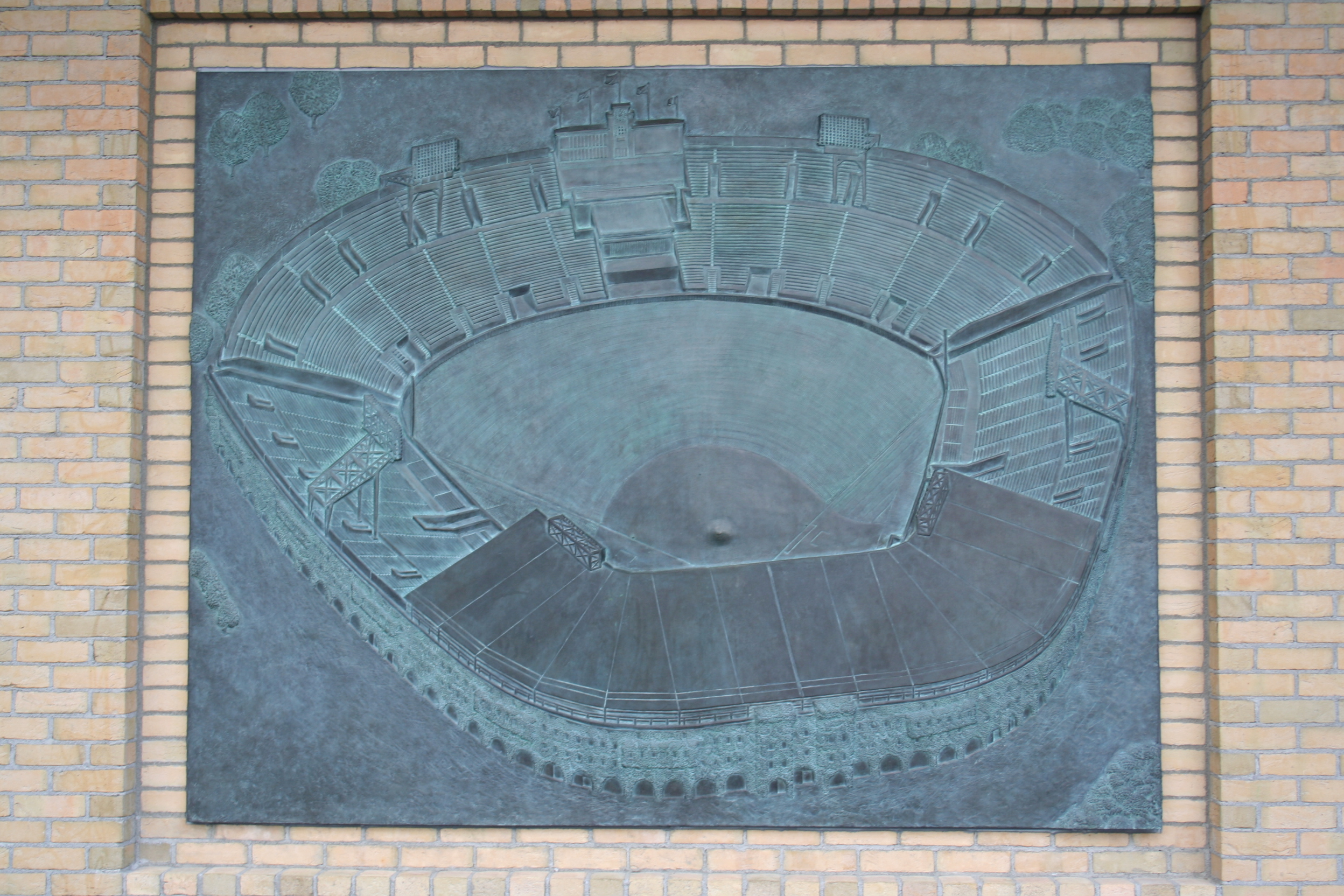
甲子園球場リニューアル記念レリーフ
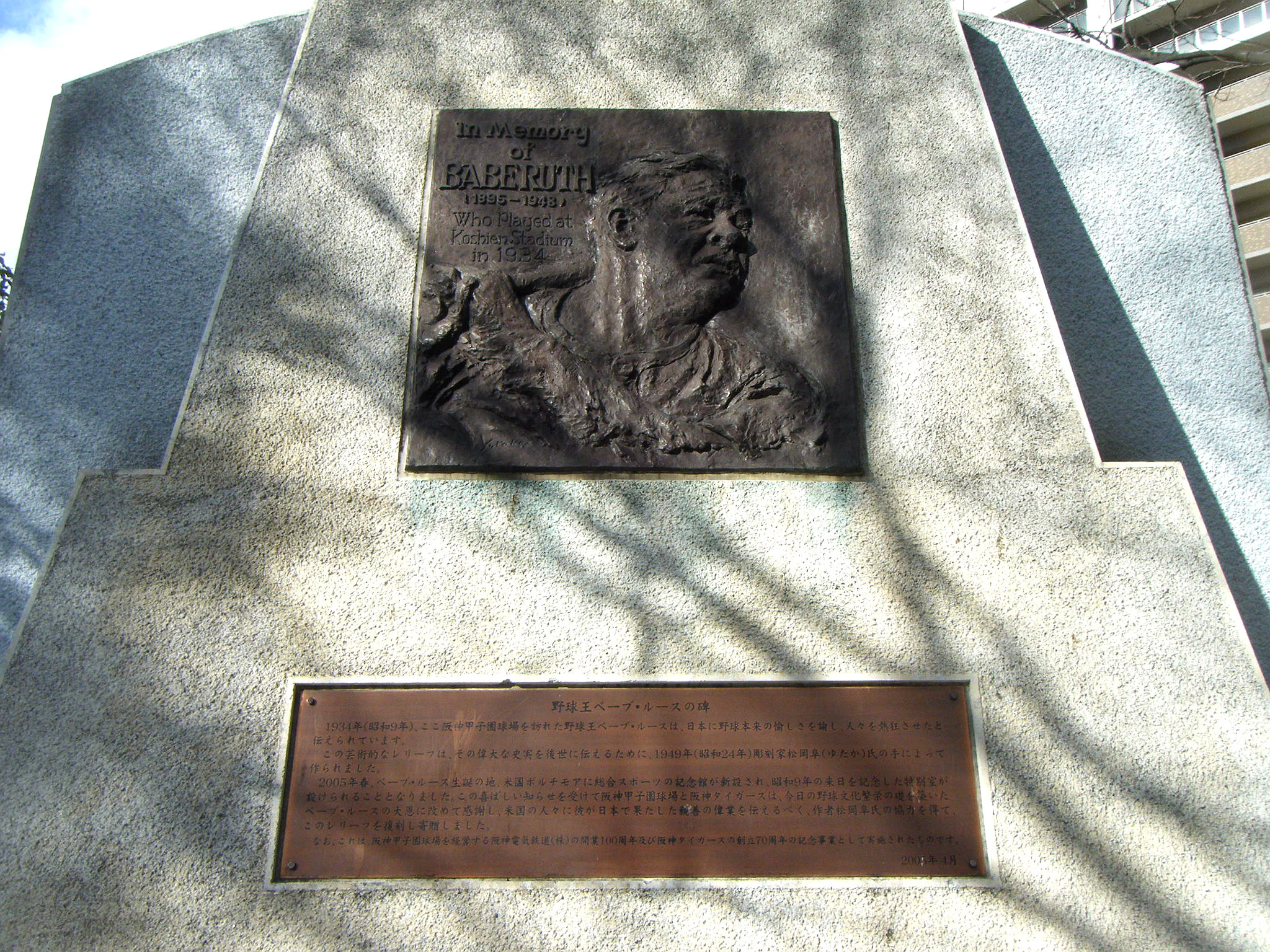
野球王ベーブ・ルースの碑
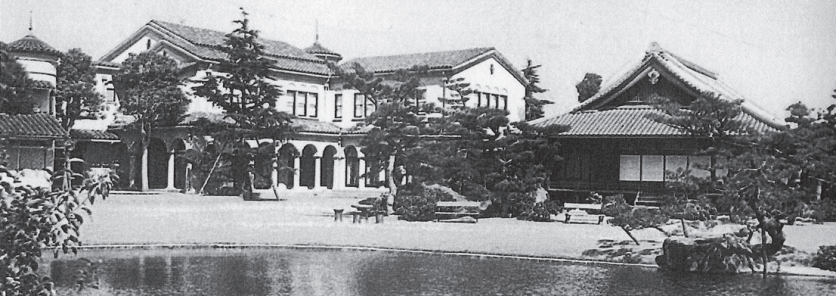
田村駒太郎邸『一楽荘』
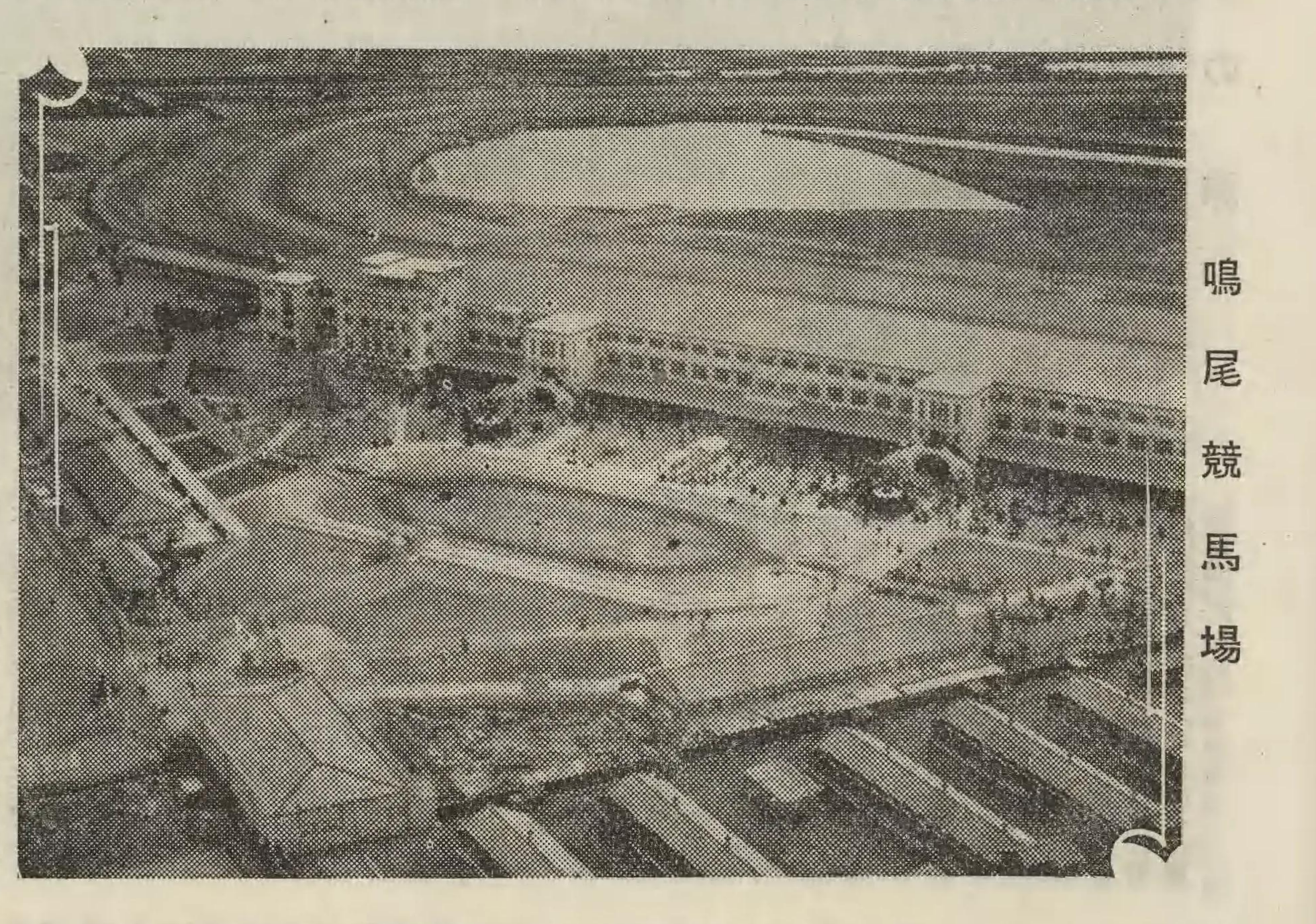
鳴尾競馬場
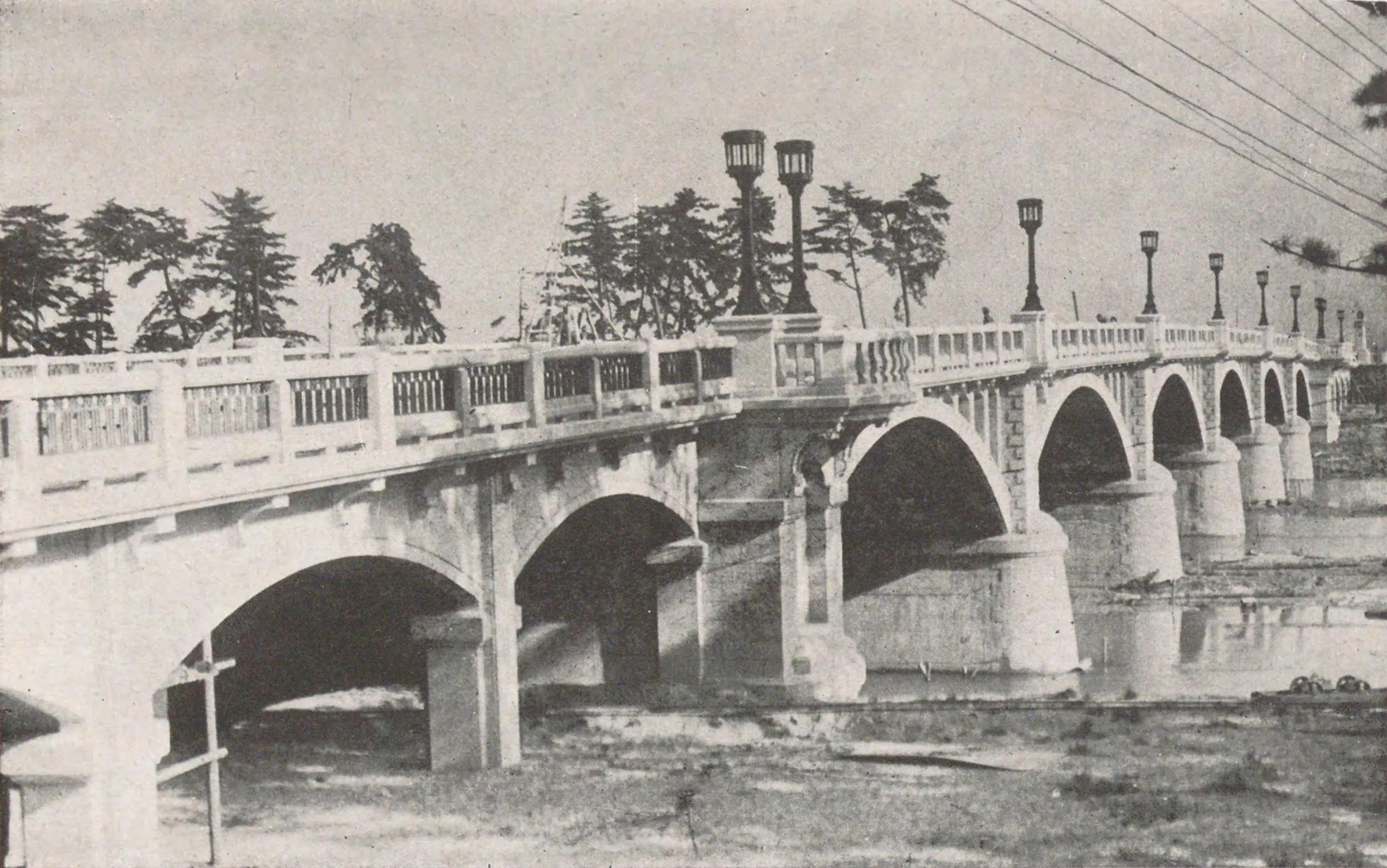
武庫大橋
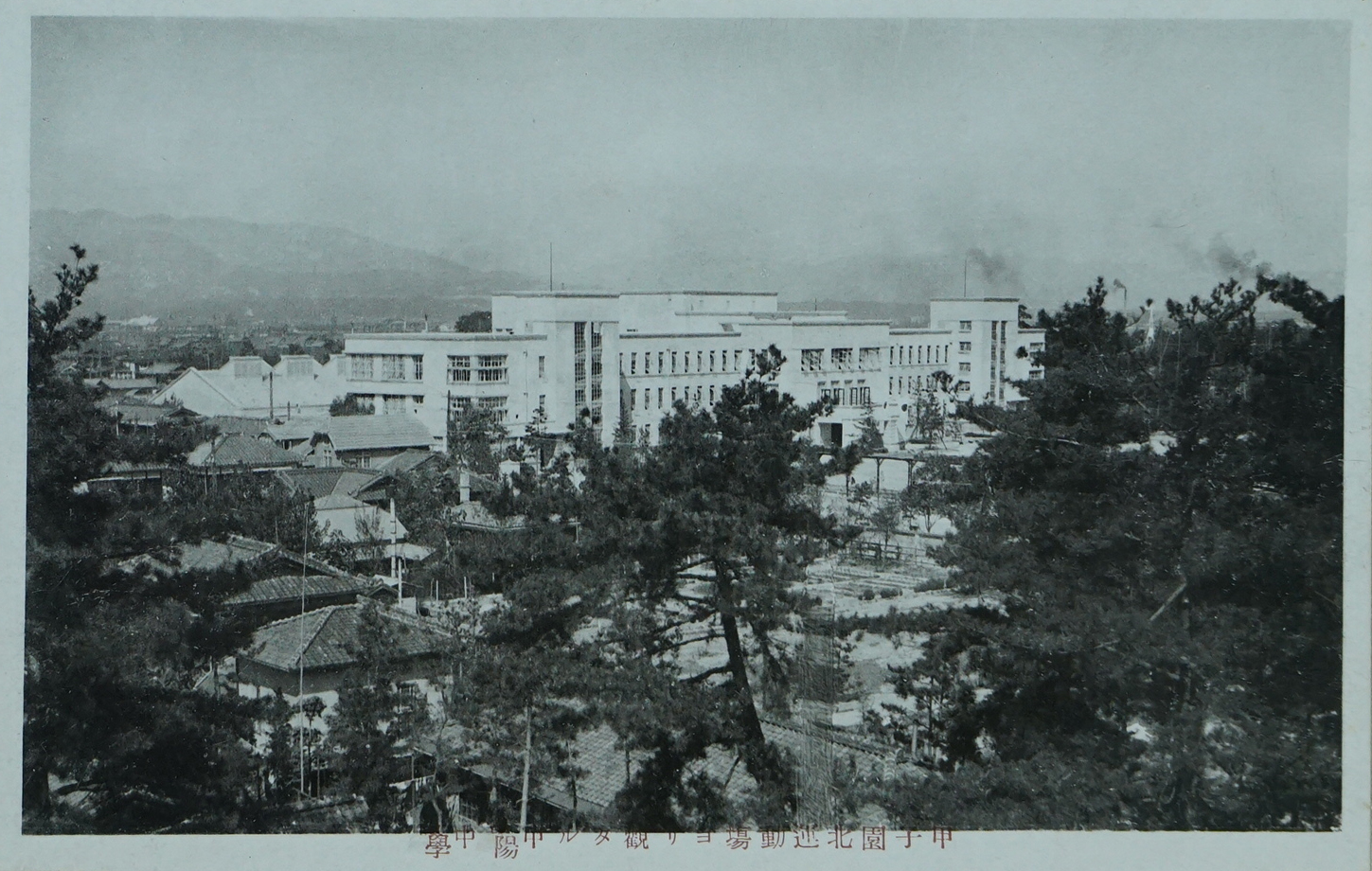
《甲子園北運動場ヨリ観タル甲陽中學》 （『甲陽絵はかき』より）
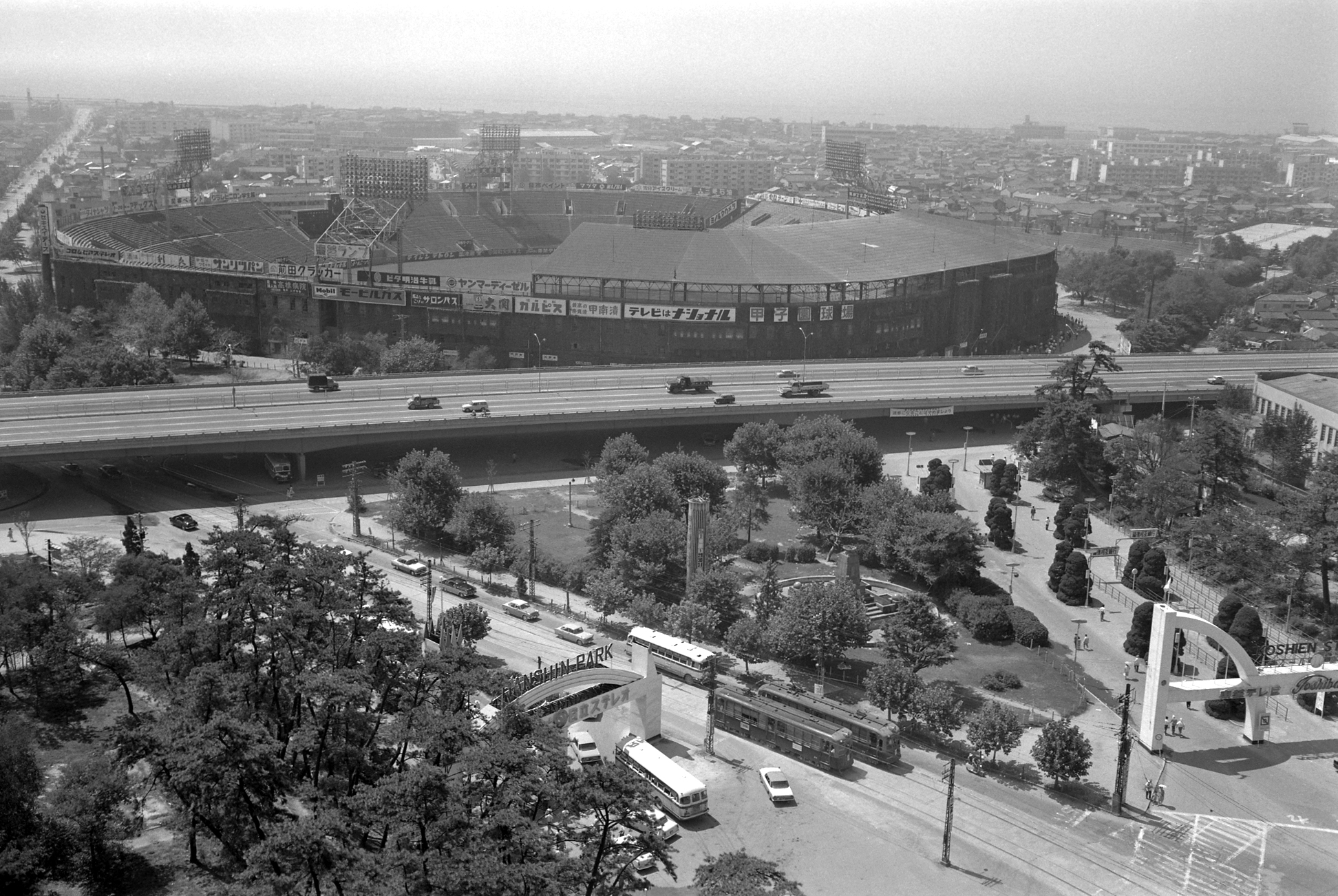
阪神甲子園駅南側の風景 バスと路面電車（甲子園線）が並走する （1963年）
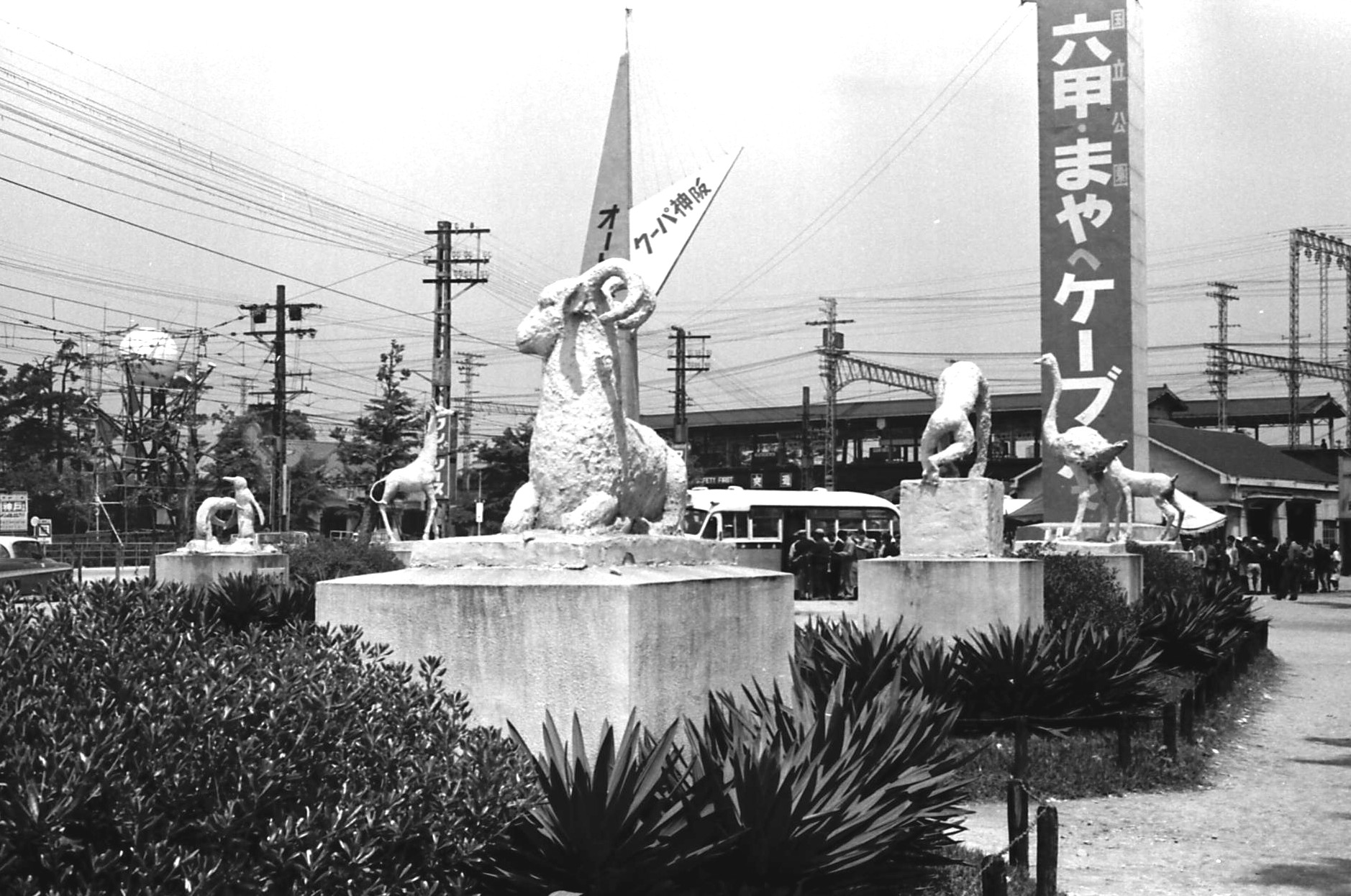
阪神甲子園駅前歩道に並ぶ阪神パークの動物コンクリート像 （1957年）
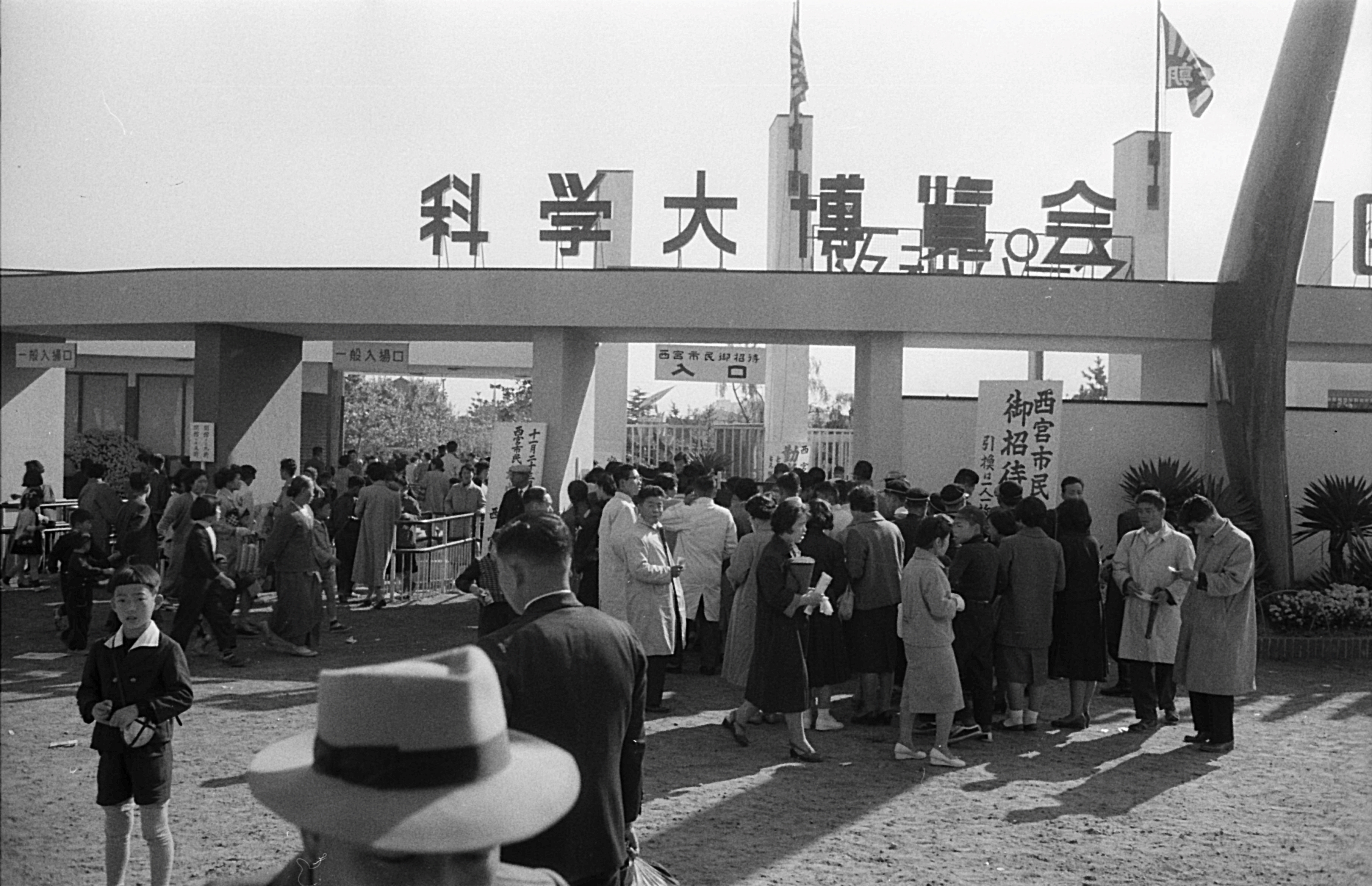
阪神パークで開催された「科学大博覧会」入口 （1958年）
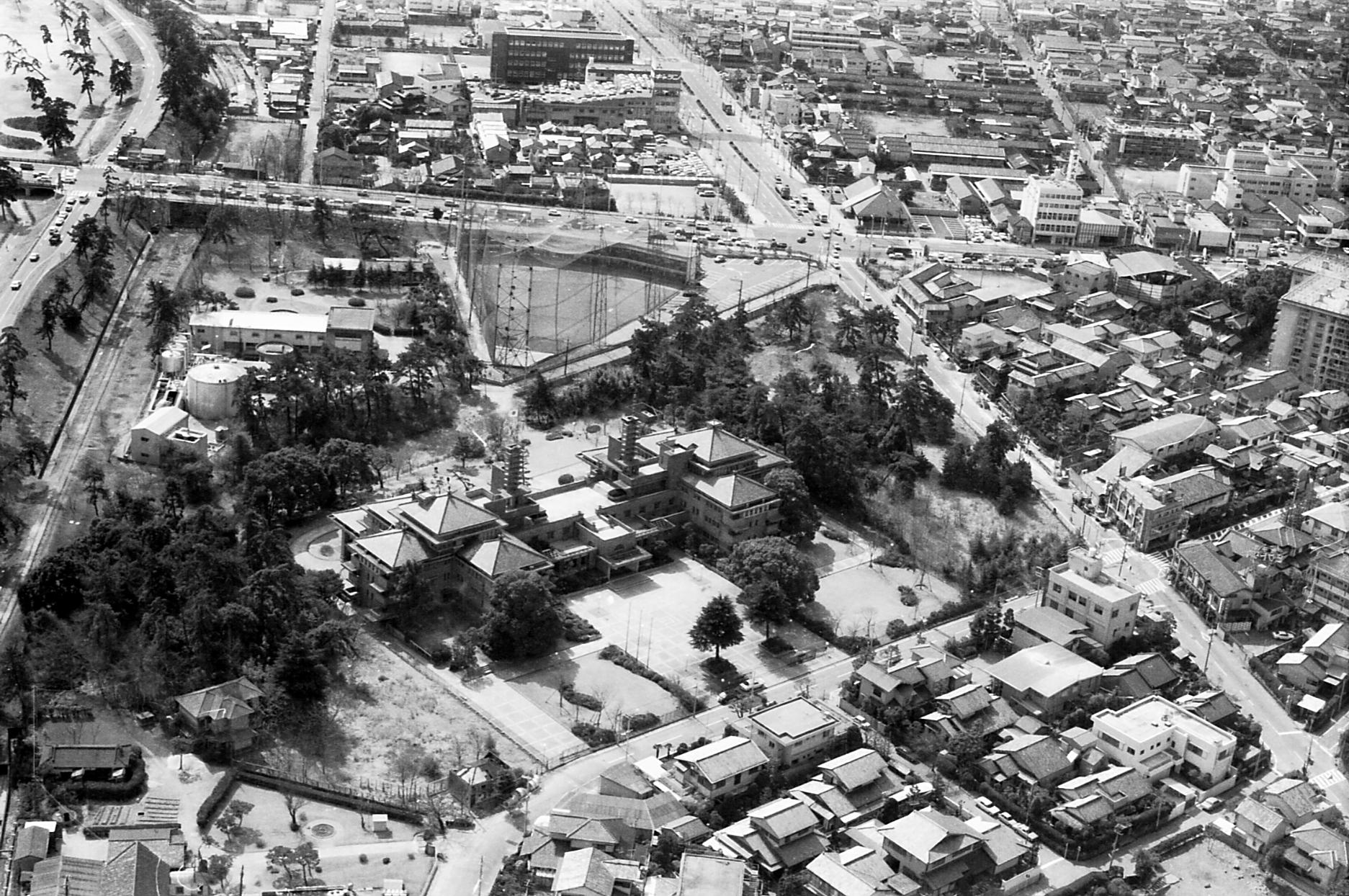
旧甲子園ホテル周辺 武庫川沿いには貨物専用線の跡が見える （1977年）
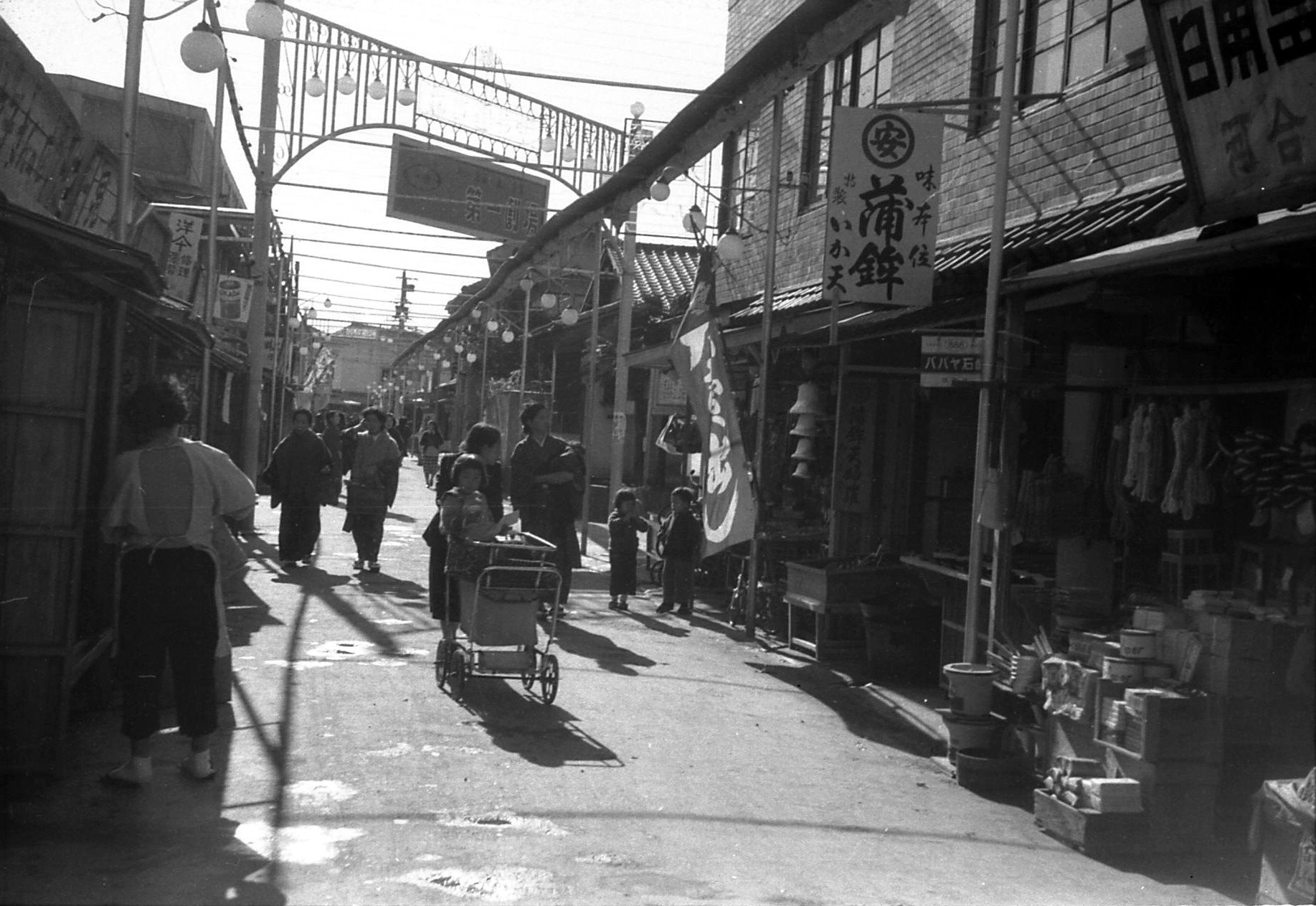
甲子園口劇場通り商店街 （1953-54年頃）
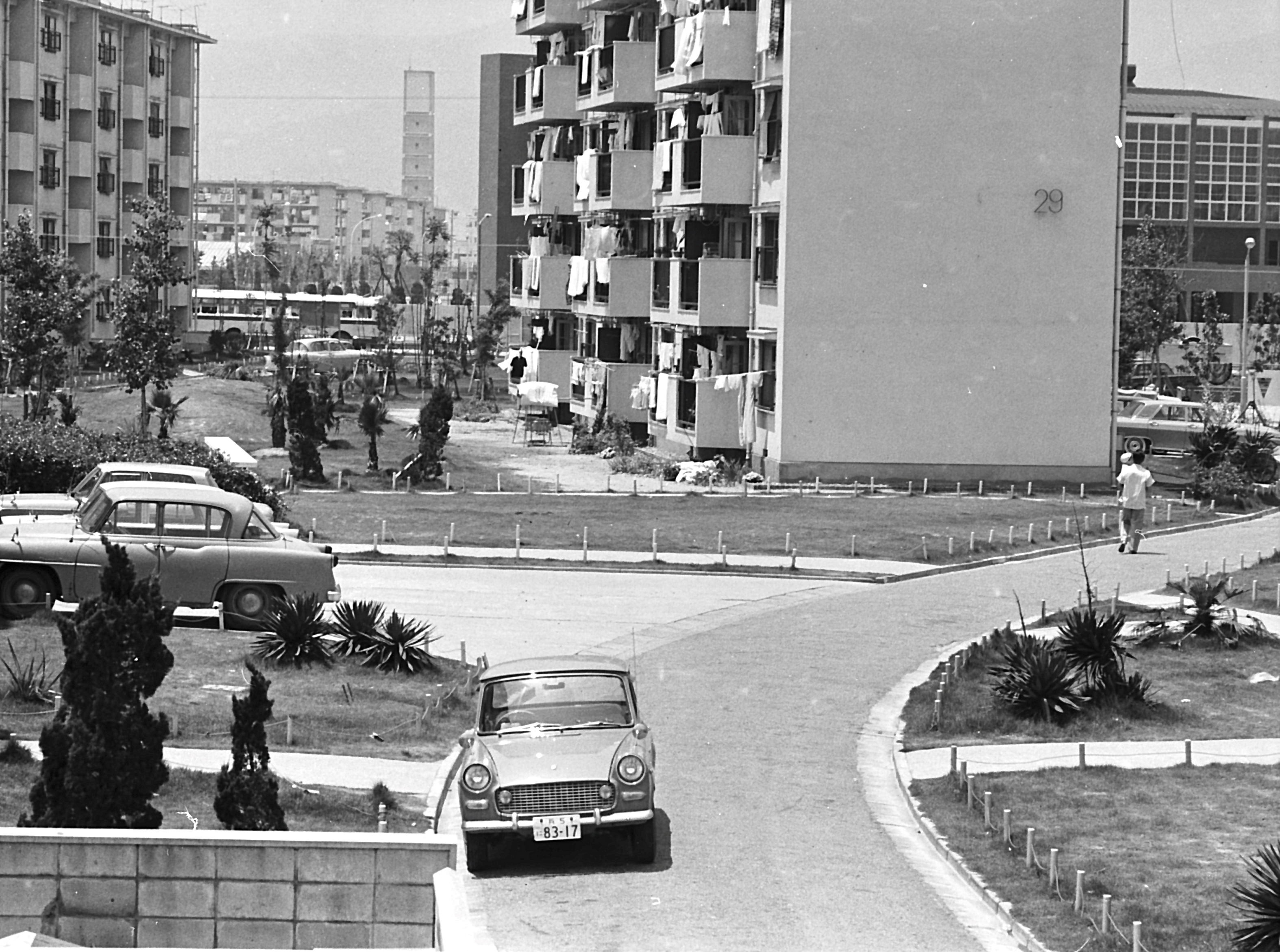
浜甲子園団地 （1965年）
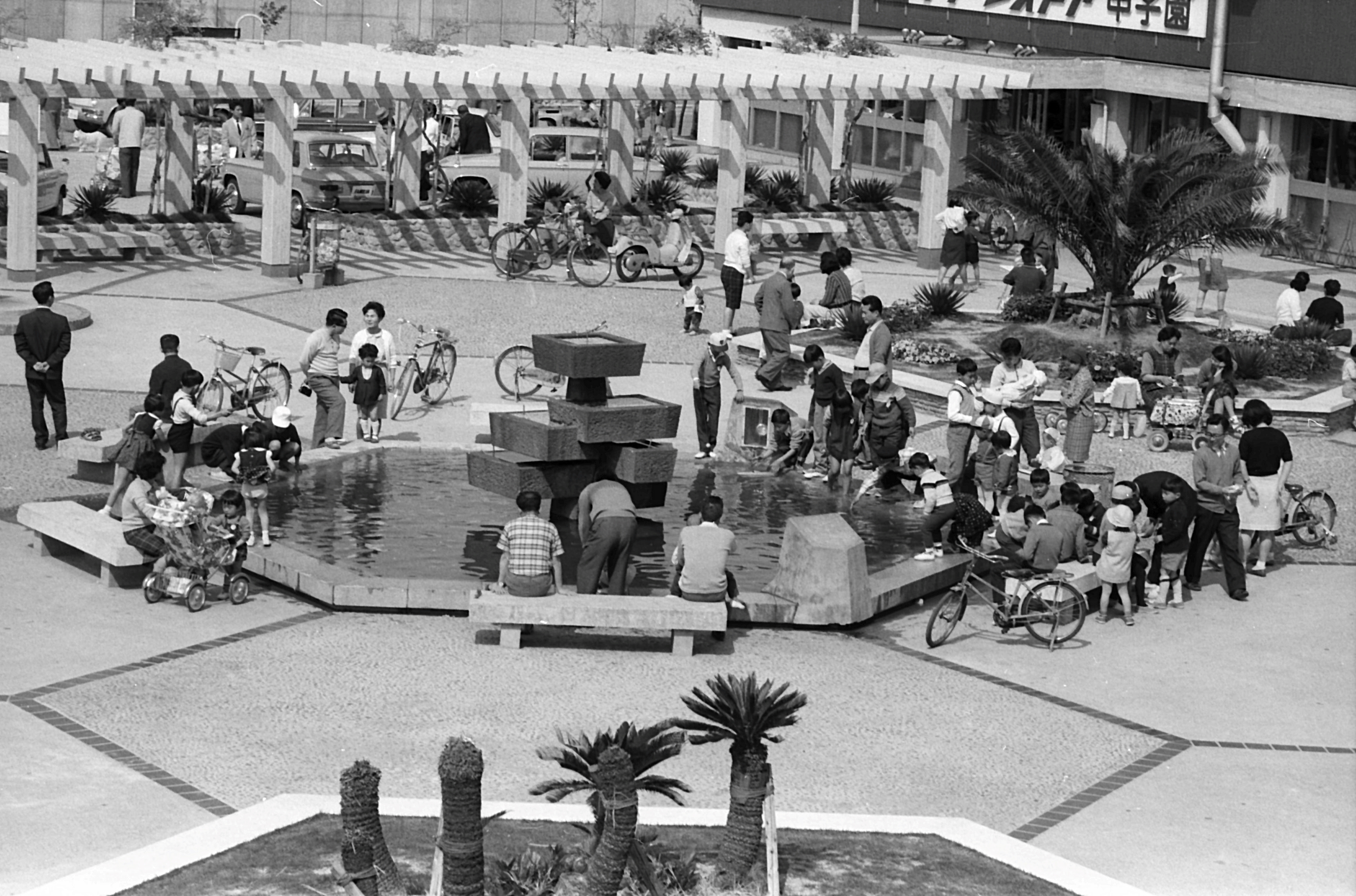
浜甲子園団地広場 （1963-70年頃）